# ATP World Tour 2018
ATP World Tour 2018 představoval 49. ročník nejvyšší úrovně mužského profesionálního tenisu, hraný v roce 2018. Sezóna okruhu trvajícího od 1. ledna do 25. listopadu 2018 zahrnovala 68 turnajů, až na výjimky, organizovaných Asociací profesionálních tenistů (ATP).
Tenisový okruh obsahoval čtyři turnaje Grand Slamu – pořádané Mezinárodní tenisovou federací (ITF), devět události kategorie ATP World Tour Masters 1000, třináct ATP World Tour 500, čtyřicet ATP World Tour 250 a závěrečné akce: Turnaj mistrů a Next Generation ATP Finals pro nejlépe postavené tenisty do 21 let.
Součástí kalendáře byly také týmové soutěže organizované ITF – Davisův pohár a Hopmanův pohár, z nichž hráči do žebříčku nezískali žádné body.
Na pozici světové jedničky ve dvouhře do sezóny vstoupil Španěl Rafael Nadal, který jako první tenista otevřené éry vyhrál jediný turnaj pojedenácté, když tohoto rekordu dosáhl nejdříve na Monte-Carlo Rolex Masters a o týden později ovládl i Barcelona Open BancSabadell. Klasifikaci čtyřhry v úvodu roku vévodil brazilský deblista Marcelo Melo.
Jedinou novou událostí sezóny se v kategorii ATP 250 stal americký New York Open, který v únorovém termínu nahradil Memphis Open. Newyorský turnaj představoval první akci v historii ATP, kde byl položen povrch černé barvy. Ke změně dějiště a názvu došlo u indického Tata Maharashtra Open, jenž se přestěhoval z Čennaí do Puné.
Ženskou obdobu mužského okruhu představoval WTA Tour 2018.

## Chronologický přehled turnajů
Chronologický přehled turnajů uvádí kalendář událostí okruhu ATP World Tour 2018 včetně dějiště, počtu hráčů, povrchu, kategorie a celkové dotace.
Legenda
Tabulky měsíců uvádí vítěze a finalisty dvouhry i čtyřhry a dále pak semifinalisty a čtvrtfinalisty dvouhry. Zápis –S/–Q/–D/–X uvádí počet hráčů dvouhry/hráčů kvalifikace dvouhry/párů čtyřhry/párů mixu. (ZS) – základní skupina.
| Grand Slam                  |
| ATP World Tour Finals       |
| Next Generation ATP Finals  |
| ATP World Tour Masters 1000 |
| ATP World Tour 500          |
| ATP World Tour 250          |
| Týmové soutěže              |

### Leden
| Týden od            | Turnaj | Vítězové | Finalisté                                                                              | Semifinalisté                     | Čtvrtfinalisté                                                        |
| ------------------- | --- | --- | -------------------------------------------------------------------------------------- | --------------------------------- | --------------------------------------------------------------------- |
| 1. ledna            | Hopman Cup Perth, Austrálie Mistrovství světa smíšených párů ITF 1 000 000 A$ – tvrdý (h) – 8 týmů (ZS) | Švýcarsko 2–1 | Německo                                                                                | Skupina A Belgie Austrálie Kanada | Skupina B Spojené státy Rusko Japonsko                                |
| 1. ledna            | Qatar ExxonMobil Open Dauhá, Katar ATP World Tour 250 1 386 665 $ – tvrdý – 32S/16Q/16D dvouhra • čtyřhra | Gaël Monfils 6–2, 6–3                                                                                                | Andrej Rubljov                                                                         | Dominic Thiem Guido Pella         | Stefanos Tsitsipas Peter Gojowczyk Mirza Bašić Borna Ćorić            |
| 1. ledna            | Qatar ExxonMobil Open Dauhá, Katar ATP World Tour 250 1 386 665 $ – tvrdý – 32S/16Q/16D dvouhra • čtyřhra | Oliver Marach Mate Pavić 6–2, 7–6(8–6)                                                                               | Jamie Murray Bruno Soares                                                              | Dominic Thiem Guido Pella         | Stefanos Tsitsipas Peter Gojowczyk Mirza Bašić Borna Ćorić            |
| 1. ledna            | Tata Maharashtra Open Puné, Indie ATP World Tour 250 561 345 $ – tvrdý 28S/16Q/16D dvouhra • čtyřhra | Gilles Simon 7–6(7–4), 6–2                                                                                           | Kevin Anderson                                                                         | Marin Čilić Benoît Paire          | Pierre-Hugues Herbert Ricardo Ojeda Lara Robin Haase Michail Kukuškin |
| 1. ledna            | Tata Maharashtra Open Puné, Indie ATP World Tour 250 561 345 $ – tvrdý 28S/16Q/16D dvouhra • čtyřhra | Robin Haase Matwé Middelkoop 7–6(7–5), 7–6(7–5)                                                                      | Pierre-Hugues Herbert Gilles Simon                                                     | Marin Čilić Benoît Paire          | Pierre-Hugues Herbert Ricardo Ojeda Lara Robin Haase Michail Kukuškin |
| 1. ledna            | Brisbane International presented by Suncorp Brisbane, Austrálie ATP World Tour 250 528 910 $ – tvrdý 28S/16Q/16D dvouhra • čtyřhra | Nick Kyrgios 6–4, 6–2                                                                                                | Ryan Harrison                                                                          | Grigor Dimitrov Alex de Minaur    | Kyle Edmund Alexandr Dolgopolov Michael Mmoh Denis Istomin            |
| 1. ledna            | Brisbane International presented by Suncorp Brisbane, Austrálie ATP World Tour 250 528 910 $ – tvrdý 28S/16Q/16D dvouhra • čtyřhra | Henri Kontinen John Peers 3–6, 6–3, [10–2]                                                                           | Leonardo Mayer Horacio Zeballos                                                        | Grigor Dimitrov Alex de Minaur    | Kyle Edmund Alexandr Dolgopolov Michael Mmoh Denis Istomin            |
| 8. ledna            | Auckland Open Auckland, Nový Zéland ATP World Tour 250 561 345 $ – tvrdý 28S/16Q/16D dvouhra • čtyřhra | Roberto Bautista Agut 6–1, 4–6, 7–5                                                                                  | Juan Martín del Potro                                                                  | Robin Haase David Ferrer          | Peter Gojowczyk Jiří Veselý Čong Hjon Karen Chačanov                  |
| 8. ledna            | Auckland Open Auckland, Nový Zéland ATP World Tour 250 561 345 $ – tvrdý 28S/16Q/16D dvouhra • čtyřhra | Oliver Marach Mate Pavić 6–4, 5–7, [10–7]                                                                            | Max Mirnyj Philipp Oswald                                                              | Robin Haase David Ferrer          | Peter Gojowczyk Jiří Veselý Čong Hjon Karen Chačanov                  |
| 8. ledna            | Sydney International Sydney, Austrálie ATP World Tour 250 528 910 $ – tvrdý 28S/16Q/16D dvouhra • čtyřhra | Daniil Medveděv 1–6, 6–4, 7–5                                                                                        | Alex de Minaur                                                                         | Fabio Fognini Benoît Paire        | Paolo Lorenzi Adrian Mannarino Feliciano López Gilles Müller          |
| 8. ledna            | Sydney International Sydney, Austrálie ATP World Tour 250 528 910 $ – tvrdý 28S/16Q/16D dvouhra • čtyřhra | Łukasz Kubot Marcelo Melo 6–3, 6–4                                                                                   | Jan-Lennard Struff Viktor Troicki                                                      | Fabio Fognini Benoît Paire        | Paolo Lorenzi Adrian Mannarino Feliciano López Gilles Müller          |
| 15. ledna 22. ledna | Australian Open Melbourne, Austrálie Grand Slam 25 096 000 A$ – tvrdý 128S/128Q/64D/32X dvouhra • čtyřhra • mix | Roger Federer 6–2, 6–7(5–7), 6–3, 3–6, 6–1                                                                           | Marin Čilić                                                                            | Kyle Edmund Čong Hjon             | Rafael Nadal Grigor Dimitrov Tennys Sandgren Tomáš Berdych            |
| 15. ledna 22. ledna | Australian Open Melbourne, Austrálie Grand Slam 25 096 000 A$ – tvrdý 128S/128Q/64D/32X dvouhra • čtyřhra • mix | Oliver Marach Mate Pavić 6–4, 6–4                                                                                    | Juan Sebastián Cabal Robert Farah                                                      | Kyle Edmund Čong Hjon             | Rafael Nadal Grigor Dimitrov Tennys Sandgren Tomáš Berdych            |
| 15. ledna 22. ledna | Australian Open Melbourne, Austrálie Grand Slam 25 096 000 A$ – tvrdý 128S/128Q/64D/32X dvouhra • čtyřhra • mix | Gabriela Dabrowská Mate Pavić 2–6, 6–4, [11–9]                                                                       | Tímea Babosová Rohan Bopanna                                                           | Kyle Edmund Čong Hjon             | Rafael Nadal Grigor Dimitrov Tennys Sandgren Tomáš Berdych            |
| 29. ledna           | Davis Cup, 1. kolo Albertville, Francie – tvrdý (h) Morioka, Japonsko – tvrdý (h) Marbella, Španělsko – antuka Brisbane, Austrálie – tvrdý Astana, Kazachstán – tvrdý (h) Osijek, Chorvatsko – antuka (h) Niš, Srbsko – antuka (h) Lutych, Belgie – tvrdý (h) | Vítězové Francie 3–1 Itálie 3–1 Španělsko 3–1 Německo 3–1 Kazachstán 4–1 Chorvatsko 3–1 Spojené státy 3–1 Belgie 3–2 | Poražení Nizozemsko Japonsko Velká Británie Austrálie Švýcarsko Kanada Srbsko Maďarsko |                                   |                                                                       |

### Únor
| Týden od  | Turnaj | Vítězové                                             | Finalisté                          | Semifinalisté                    | Čtvrtfinalisté                                                                    |
| --------- | --- | ---------------------------------------------------- | ---------------------------------- | -------------------------------- | --------------------------------------------------------------------------------- |
| 5. února  | Open Sud de France Montpellier, Francie ATP World Tour 250 561 345 € – tvrdý (h) – 28S/16Q/16D dvouhra • čtyřhra                     | Lucas Pouille 7–6(7–2), 6–4                          | Richard Gasquet                    | David Goffin Jo-Wilfried Tsonga  | Karen Chačanov Damir Džumhur Andrej Rubljov Benoît Paire                          |
| 5. února  | Open Sud de France Montpellier, Francie ATP World Tour 250 561 345 € – tvrdý (h) – 28S/16Q/16D dvouhra • čtyřhra                     | Ken Skupski Neal Skupski 7–6(7–2), 6–4               | Ben McLachlan Hugo Nys             | David Goffin Jo-Wilfried Tsonga  | Karen Chačanov Damir Džumhur Andrej Rubljov Benoît Paire                          |
| 5. února  | DIEMA XTRA Sofia Open Sofie, Bulharsko ATP World Tour 250 561 345 € – tvrdý (h) – 28S/16Q/16D dvouhra • čtyřhra                      | Mirza Bašić 7–6(8–6), 6–7(4–7), 6–4                  | Marius Copil                       | Stan Wawrinka Jozef Kovalík      | Viktor Troicki Maximilian Marterer Gilles Müller Marcos Baghdatis                 |
| 5. února  | DIEMA XTRA Sofia Open Sofie, Bulharsko ATP World Tour 250 561 345 € – tvrdý (h) – 28S/16Q/16D dvouhra • čtyřhra                      | Robin Haase Matwé Middelkoop 5–7, 6–4, [10–4]        | Nikola Mektić Alexander Peya       | Stan Wawrinka Jozef Kovalík      | Viktor Troicki Maximilian Marterer Gilles Müller Marcos Baghdatis                 |
| 5. února  | Ecuador Open Quito, Ekvádor ATP World Tour 250 561 345 $ – antuka – 28S/16Q/16D dvouhra • čtyřhra                                    | Roberto Carballés Baena 6–3, 4–6, 6–4                | Albert Ramos-Viñolas               | Andrej Martin Thiago Monteiro    | Corentin Moutet Nicolás Jarry Gaël Monfils Gerald Melzer                          |
| 5. února  | Ecuador Open Quito, Ekvádor ATP World Tour 250 561 345 $ – antuka – 28S/16Q/16D dvouhra • čtyřhra                                    | Nicolás Jarry Hans Podlipnik-Castillo 7–6(8–6), 6–3  | Austin Krajicek Jackson Withrow    | Andrej Martin Thiago Monteiro    | Corentin Moutet Nicolás Jarry Gaël Monfils Gerald Melzer                          |
| 12. února | Rotterdam Open Rotterdam, Nizozemsko ATP World Tour 500 1 996 245 € – tvrdý (h) – 32S/16Q/16D/4Q dvouhra • čtyřhra                   | Roger Federer 6–2, 6–2                               | Grigor Dimitrov                    | Andreas Seppi David Goffin       | Robin Haase Daniil Medveděv Tomáš Berdych Andrej Rubljov                          |
| 12. února | Rotterdam Open Rotterdam, Nizozemsko ATP World Tour 500 1 996 245 € – tvrdý (h) – 32S/16Q/16D/4Q dvouhra • čtyřhra                   | Pierre-Hugues Herbert Nicolas Mahut 2–6, 6–2, [10–7] | Oliver Marach Mate Pavić           | Andreas Seppi David Goffin       | Robin Haase Daniil Medveděv Tomáš Berdych Andrej Rubljov                          |
| 12. února | New York Open Uniondale, Spojené státy ATP World Tour 250 748 450 $ – tvrdý (h) – 28S/16Q/16D dvouhra • čtyřhra                      | Kevin Anderson 4–6, 6–3, 7–6(7–1)                    | Sam Querrey                        | Kei Nišikori Adrian Mannarino    | Frances Tiafoe Radu Albot Adrián Menéndez Maceiras Ivo Karlović                   |
| 12. února | New York Open Uniondale, Spojené státy ATP World Tour 250 748 450 $ – tvrdý (h) – 28S/16Q/16D dvouhra • čtyřhra                      | Max Mirnyj Philipp Oswald 6–4, 4–6, [10–6]           | Wesley Koolhof Artem Sitak         | Kei Nišikori Adrian Mannarino    | Frances Tiafoe Radu Albot Adrián Menéndez Maceiras Ivo Karlović                   |
| 12. února | Argentina Open Buenos Aires, Argentina ATP World Tour 250 648 180 $ – antuka – 28S/16Q/16D dvouhra • čtyřhra                         | Dominic Thiem 6–2, 6–4                               | Aljaž Bedene                       | Gaël Monfils Federico Delbonis   | Guido Pella Leonardo Mayer Diego Schwartzman Guillermo García-López               |
| 12. února | Argentina Open Buenos Aires, Argentina ATP World Tour 250 648 180 $ – antuka – 28S/16Q/16D dvouhra • čtyřhra                         | Andrés Molteni Horacio Zeballos 6–3, 5–7, [10–3]     | Juan Sebastián Cabal Robert Farah  | Gaël Monfils Federico Delbonis   | Guido Pella Leonardo Mayer Diego Schwartzman Guillermo García-López               |
| 19. února | Rio Open presented by Claro Rio de Janeiro, Brazílie ATP World Tour 500 1 842 475 $ – antuka 32S/16Q/16D/4Q dvouhra • čtyřhra        | Diego Schwartzman 6–2, 6–3                           | Fernando Verdasco                  | Nicolás Jarry Fabio Fognini      | Gaël Monfils Pablo Cuevas Aljaž Bedene Dominic Thiem                              |
| 19. února | Rio Open presented by Claro Rio de Janeiro, Brazílie ATP World Tour 500 1 842 475 $ – antuka 32S/16Q/16D/4Q dvouhra • čtyřhra        | David Marrero Fernando Verdasco 5–7, 7–5, [10–8]     | Nikola Mektić Alexander Peya       | Nicolás Jarry Fabio Fognini      | Gaël Monfils Pablo Cuevas Aljaž Bedene Dominic Thiem                              |
| 19. února | Open 13 Provence Marseille, Francie ATP World Tour 250 718 810 € – tvrdý (h) – 28S/16Q/16D dvouhra • čtyřhra                         | Karen Chačanov 7–5, 3–6, 7–5                         | Lucas Pouille                      | Tomáš Berdych Ilja Ivaška        | Julien Benneteau Damir Džumhur Filip Krajinović Nicolas Mahut                     |
| 19. února | Open 13 Provence Marseille, Francie ATP World Tour 250 718 810 € – tvrdý (h) – 28S/16Q/16D dvouhra • čtyřhra                         | Raven Klaasen Michael Venus 6–7(2–7), 6–3, [10–4]    | Marcus Daniell Dominic Inglot      | Tomáš Berdych Ilja Ivaška        | Julien Benneteau Damir Džumhur Filip Krajinović Nicolas Mahut                     |
| 19. února | Delray Beach Open Delray Beach, Spojené státy ATP World Tour 250 622 675 $ – tvrdý – 28S/16Q/16D dvouhra • čtyřhra                   | Frances Tiafoe 6–1, 6–4                              | Peter Gojowczyk                    | Steve Johnson Denis Shapovalov   | Reilly Opelka Jevgenij Donskoj Taylor Fritz Čong Hjon                             |
| 19. února | Delray Beach Open Delray Beach, Spojené státy ATP World Tour 250 622 675 $ – tvrdý – 28S/16Q/16D dvouhra • čtyřhra                   | Jack Sock Jackson Withrow 4–6, 6–4, [10–8]           | Nicholas Monroe John-Patrick Smith | Steve Johnson Denis Shapovalov   | Reilly Opelka Jevgenij Donskoj Taylor Fritz Čong Hjon                             |
| 26. února | Dubai Duty Free Tennis Championships Dubaj, SAE ATP World Tour 500 3 057 135 $ – tvrdý 32S/16Q/16D/4Q dvouhra • čtyřhra              | Roberto Bautista Agut 6–3, 6–4                       | Lucas Pouille                      | Malek Džazírí Filip Krajinović   | Stefanos Tsitsipas Borna Ćorić Jevgenij Donskoj Júiči Sugita                      |
| 26. února | Dubai Duty Free Tennis Championships Dubaj, SAE ATP World Tour 500 3 057 135 $ – tvrdý 32S/16Q/16D/4Q dvouhra • čtyřhra              | Jean-Julien Rojer Horia Tecău 6–2, 7–6(7–2)          | James Cerretani Leander Paes       | Malek Džazírí Filip Krajinović   | Stefanos Tsitsipas Borna Ćorić Jevgenij Donskoj Júiči Sugita                      |
| 26. února | Abierto Mexicano Telcel presentado por HSBC Acapulco, Mexiko ATP World Tour 500 1 789 445 $ – tvrdý 32S/16Q/16D/4Q dvouhra • čtyřhra | Juan Martín del Potro 6–4, 6–4                       | Kevin Anderson                     | Jared Donaldson Alexander Zverev | Feliciano López Čong Hjon Dominic Thiem Ryan Harrison                             |
| 26. února | Abierto Mexicano Telcel presentado por HSBC Acapulco, Mexiko ATP World Tour 500 1 789 445 $ – tvrdý 32S/16Q/16D/4Q dvouhra • čtyřhra | Jamie Murray Bruno Soares 7–6(7–4), 7–5              | Bob Bryan Mike Bryan               | Jared Donaldson Alexander Zverev | Feliciano López Čong Hjon Dominic Thiem Ryan Harrison                             |
| 26. února | Brasil Open São Paulo, Brazílie ATP World Tour 250 582 870 $ – antuka – 28S/16Q/16D dvouhra • čtyřhra                                | Fabio Fognini 1–6, 6–1, 6–4                          | Nicolás Jarry                      | Horacio Zeballos Pablo Cuevas    | Albert Ramos-Viñolas Rogério Dutra da Silva Leonardo Mayer Guillermo García-López |
| 26. února | Brasil Open São Paulo, Brazílie ATP World Tour 250 582 870 $ – antuka – 28S/16Q/16D dvouhra • čtyřhra                                | Federico Delbonis Máximo González 6–4, 6–2           | Wesley Koolhof Artem Sitak         | Horacio Zeballos Pablo Cuevas    | Albert Ramos-Viñolas Rogério Dutra da Silva Leonardo Mayer Guillermo García-López |

### Březen
| Týden od              | Turnaj | Vítězové                                       | Finalisté                     | Semifinalisté                             | Čtvrtfinalisté                                             |
| --------------------- | --- | ---------------------------------------------- | ----------------------------- | ----------------------------------------- | ---------------------------------------------------------- |
| 5. března 12. března  | BNP Paribas Open Indian Wells, Spojené státy ATP World Tour Masters 1000 8 909 960 $ – tvrdý – 96S/48Q/32D dvouhra • čtyřhra      | Juan Martín del Potro 6–4, 6–7(8–10), 7–6(7–2) | Roger Federer                 | Borna Ćorić Milos Raonic                  | Čong Hjon Kevin Anderson Sam Querrey Philipp Kohlschreiber |
| 5. března 12. března  | BNP Paribas Open Indian Wells, Spojené státy ATP World Tour Masters 1000 8 909 960 $ – tvrdý – 96S/48Q/32D dvouhra • čtyřhra      | John Isner Jack Sock 7–6(7–4), 7–6(7–2)        | Bob Bryan Mike Bryan          | Borna Ćorić Milos Raonic                  | Čong Hjon Kevin Anderson Sam Querrey Philipp Kohlschreiber |
| 19. března 26. března | Miami Open presented by Itaú Miami, Spojené státy ATP World Tour Masters 1000 8 909 960 $ – tvrdý – 96S/48Q/32D dvouhra • čtyřhra | John Isner 6–7(4–7), 6–4, 6–4                  | Alexander Zverev              | Pablo Carreño Busta Juan Martín del Potro | Kevin Anderson Borna Ćorić Milos Raonic Čong Hjon          |
| 19. března 26. března | Miami Open presented by Itaú Miami, Spojené státy ATP World Tour Masters 1000 8 909 960 $ – tvrdý – 96S/48Q/32D dvouhra • čtyřhra | Bob Bryan Mike Bryan 4–6, 7–6(7–5), [10–4]     | Karen Chačanov Andrej Rubljov | Pablo Carreño Busta Juan Martín del Potro | Kevin Anderson Borna Ćorić Milos Raonic Čong Hjon          |

### Duben
| Týden od  | Turnaj | Vítězové                                                            | Finalisté                                 | Semifinalisté                          | Čtvrtfinalisté                                                          |
| --------- | --- | ------------------------------------------------------------------- | ----------------------------------------- | -------------------------------------- | ----------------------------------------------------------------------- |
| 2. dubna  | Davis Cup, čtvrtfinále Janov, Itálie – antuka Valencie, Španělsko – antuka Varaždín, Chorvatsko – antuka (h) Nashville, Spojené státy – tvrdý (h) | Vítězové Francie 3–1 Španělsko 3–2 Chorvatsko 3–1 Spojené státy 4–0 | Poražení Itálie Německo Kazachstán Belgie |                                        |                                                                         |
| 9. dubna  | Fayez Sarofim & Co. US Men's Clay Court Championship Houston, Spojené státy ATP World Tour 250 623 710 $ – antuka – 28S/16Q/16D dvouhra • čtyřhra | Steve Johnson 7–6(7–2), 2–6, 6–4                                    | Tennys Sandgren                           | Taylor Fritz Ivo Karlović              | John Isner Jack Sock Nick Kyrgios Guido Pella                           |
| 9. dubna  | Fayez Sarofim & Co. US Men's Clay Court Championship Houston, Spojené státy ATP World Tour 250 623 710 $ – antuka – 28S/16Q/16D dvouhra • čtyřhra | Max Mirnyj Philipp Oswald 6–7(2–7), 6–4, [11–9]                     | Andre Begemann Antonio Šančić             | Taylor Fritz Ivo Karlović              | John Isner Jack Sock Nick Kyrgios Guido Pella                           |
| 9. dubna  | Grand Prix Hassan II Marrákeš, Maroko ATP World Tour 250 561 345 $ – antuka – 28S/32Q/16D dvouhra • čtyřhra                                       | Pablo Andújar 6–2, 6–2                                              | Kyle Edmund                               | João Sousa Richard Gasquet             | Alexej Vatutin Nikoloz Basilašvili Gilles Simon Malek Džazírí           |
| 9. dubna  | Grand Prix Hassan II Marrákeš, Maroko ATP World Tour 250 561 345 $ – antuka – 28S/32Q/16D dvouhra • čtyřhra                                       | Nikola Mektić Alexander Peya 7–5, 3–6, [10–7]                       | Benoît Paire Édouard Roger-Vasselin       | João Sousa Richard Gasquet             | Alexej Vatutin Nikoloz Basilašvili Gilles Simon Malek Džazírí           |
| 16. dubna | Rolex Monte-Carlo Masters Monte Carlo, Monako ATP World Tour Masters 1000 5 238 735 € – antuka – 56S/28Q/24D dvouhra • čtyřhra                    | Rafael Nadal 6–3, 6–2                                               | Kei Nišikori                              | Grigor Dimitrov Alexander Zverev       | Dominic Thiem David Goffin Richard Gasquet Marin Čilić                  |
| 16. dubna | Rolex Monte-Carlo Masters Monte Carlo, Monako ATP World Tour Masters 1000 5 238 735 € – antuka – 56S/28Q/24D dvouhra • čtyřhra                    | Bob Bryan Mike Bryan 7–6(7–5), 6–3                                  | Oliver Marach Mate Pavić                  | Grigor Dimitrov Alexander Zverev       | Dominic Thiem David Goffin Richard Gasquet Marin Čilić                  |
| 23. dubna | Barcelona Open BancSabadell Barcelona, Španělsko ATP World Tour 500 2 794 220 € – antuka – 48S/28Q/24D/4Q dvouhra • čtyřhra                       | Rafael Nadal 6–2, 6–1                                               | Stefanos Tsitsipas                        | David Goffin Pablo Carreño Busta       | Martin Kližan Roberto Bautista Agut Dominic Thiem Grigor Dimitrov       |
| 23. dubna | Barcelona Open BancSabadell Barcelona, Španělsko ATP World Tour 500 2 794 220 € – antuka – 48S/28Q/24D/4Q dvouhra • čtyřhra                       | Feliciano López Marc López 7–6(7–5), 6–4                            | Ajsám Kúreší Jean-Julien Rojer            | David Goffin Pablo Carreño Busta       | Martin Kližan Roberto Bautista Agut Dominic Thiem Grigor Dimitrov       |
| 23. dubna | Gazprom Hungarian Open Budapešť, Maďarsko ATP World Tour 250 561 345 € – antuka – 28S/16Q/16D dvouhra • čtyřhra                                   | Marco Cecchinato 7–5, 6–4                                           | John Millman                              | Aljaž Bedene Andreas Seppi             | Yannick Maden Lorenzo Sonego Nikoloz Basilašvili Jan-Lennard Struff     |
| 23. dubna | Gazprom Hungarian Open Budapešť, Maďarsko ATP World Tour 250 561 345 € – antuka – 28S/16Q/16D dvouhra • čtyřhra                                   | Dominic Inglot Franko Škugor 6–7(8–10), 6–1, [10–8]                 | Matwé Middelkoop Andrés Molteni           | Aljaž Bedene Andreas Seppi             | Yannick Maden Lorenzo Sonego Nikoloz Basilašvili Jan-Lennard Struff     |
| 30. dubna | BMW Open by FWU AG Mnichov, Německo ATP World Tour 250 561 345 € – antuka – 28S/16Q/16D dvouhra • čtyřhra                                         | Alexander Zverev 6–3, 6–3                                           | Philipp Kohlschreiber                     | Čong Hjon Maximilian Marterer          | Jan-Lennard Struff Martin Kližan Márton Fucsovics Roberto Bautista Agut |
| 30. dubna | BMW Open by FWU AG Mnichov, Německo ATP World Tour 250 561 345 € – antuka – 28S/16Q/16D dvouhra • čtyřhra                                         | Ivan Dodig Rajeev Ram 6–3, 7–5                                      | Nikola Mektić Alexander Peya              | Čong Hjon Maximilian Marterer          | Jan-Lennard Struff Martin Kližan Márton Fucsovics Roberto Bautista Agut |
| 30. dubna | Millennium Estoril Open Cascais, Portugalsko ATP World Tour 250 561 345 € – antuka – 28S/16Q/16D dvouhra • čtyřhra                                | João Sousa 6–4, 6–4                                                 | Frances Tiafoe                            | Stefanos Tsitsipas Pablo Carreño Busta | Roberto Carballés Baena Kyle Edmund Simone Bolelli Nicolás Jarry        |
| 30. dubna | Millennium Estoril Open Cascais, Portugalsko ATP World Tour 250 561 345 € – antuka – 28S/16Q/16D dvouhra • čtyřhra                                | Kyle Edmund Cameron Norrie 6–4, 6–2                                 | Wesley Koolhof Artem Sitak                | Stefanos Tsitsipas Pablo Carreño Busta | Roberto Carballés Baena Kyle Edmund Simone Bolelli Nicolás Jarry        |
| 30. dubna | TEB BNP Paribas Istanbul Open Istanbul, Turecko ATP World Tour 250 486 145 € – antuka – 28S/16Q/16D dvouhra • čtyřhra                             | Taró Daniel 7–6(7–4), 6–4                                           | Malek Džazírí                             | Laslo Djere Jérémy Chardy              | Jiří Veselý Paolo Lorenzi Rogério Dutra da Silva Thomas Fabbiano        |
| 30. dubna | TEB BNP Paribas Istanbul Open Istanbul, Turecko ATP World Tour 250 486 145 € – antuka – 28S/16Q/16D dvouhra • čtyřhra                             | Dominic Inglot Robert Lindstedt 3–6, 6–3, [10–8]                    | Ben McLachlan Nicholas Monroe             | Laslo Djere Jérémy Chardy              | Jiří Veselý Paolo Lorenzi Rogério Dutra da Silva Thomas Fabbiano        |

### Květen
| Týden od             | Turnaj | Vítězové                                           | Finalisté                      | Semifinalisté                          | Čtvrtfinalisté                                                  |
| -------------------- | --- | -------------------------------------------------- | ------------------------------ | -------------------------------------- | --------------------------------------------------------------- |
| 7. května            | Mutua Madrid Open Madrid, Španělsko ATP World Tour Masters 1000 7 190 930 € – antuka – 56S/28Q/24D dvouhra • čtyřhra     | Alexander Zverev 6–4, 6–4                          | Dominic Thiem                  | Kevin Anderson Denis Shapovalov        | Rafael Nadal Dušan Lajović Kyle Edmund John Isner               |
| 7. května            | Mutua Madrid Open Madrid, Španělsko ATP World Tour Masters 1000 7 190 930 € – antuka – 56S/28Q/24D dvouhra • čtyřhra     | Nikola Mektić Alexander Peya 5–3 skreč             | Bob Bryan Mike Bryan           | Kevin Anderson Denis Shapovalov        | Rafael Nadal Dušan Lajović Kyle Edmund John Isner               |
| 14. května           | Internazionali BNL d'Italia Řím, Itálie ATP World Tour Masters 1000 5 444 985 € – antuka – 56S/28Q/24D dvouhra • čtyřhra | Rafael Nadal 6–1, 1–6, 6–3                         | Alexander Zverev               | Novak Djoković Marin Čilić             | Fabio Fognini Kei Nišikori Pablo Carreño Busta David Goffin     |
| 14. května           | Internazionali BNL d'Italia Řím, Itálie ATP World Tour Masters 1000 5 444 985 € – antuka – 56S/28Q/24D dvouhra • čtyřhra | Juan Sebastián Cabal Robert Farah 3–6, 6–4, [10–4] | Pablo Carreño Busta João Sousa | Novak Djoković Marin Čilić             | Fabio Fognini Kei Nišikori Pablo Carreño Busta David Goffin     |
| 21. května           | Open Parc Auvergne-Rhône-Alpes Lyon Lyon, Francie ATP World Tour 250 561 345 € – antuka – 28S/16Q/16D dvouhra • čtyřhra  | Dominic Thiem 3–6, 7–6(7–1), 6–1                   | Gilles Simon                   | Dušan Lajović Cameron Norrie           | Guillermo García-López Taylor Fritz Michail Kukuškin John Isner |
| 21. května           | Open Parc Auvergne-Rhône-Alpes Lyon Lyon, Francie ATP World Tour 250 561 345 € – antuka – 28S/16Q/16D dvouhra • čtyřhra  | Nick Kyrgios Jack Sock 7–5, 2–6, [11–9]            | Roman Jebavý Matwé Middelkoop  | Dušan Lajović Cameron Norrie           | Guillermo García-López Taylor Fritz Michail Kukuškin John Isner |
| 21. května           | Banque Eric Sturdza Geneva Open Ženeva, Švýcarsko ATP World Tour 250 561 345 € – antuka – 28S/16Q/16D dvouhra • čtyřhra  | Márton Fucsovics 6–2, 6–2                          | Peter Gojowczyk                | Steve Johnson Fabio Fognini            | Guido Pella Stan Wawrinka Andreas Seppi Tennys Sandgren         |
| 21. května           | Banque Eric Sturdza Geneva Open Ženeva, Švýcarsko ATP World Tour 250 561 345 € – antuka – 28S/16Q/16D dvouhra • čtyřhra  | Oliver Marach Mate Pavić 3–6, 7–6(7–3), [11–9]     | Ivan Dodig Rajeev Ram          | Steve Johnson Fabio Fognini            | Guido Pella Stan Wawrinka Andreas Seppi Tennys Sandgren         |
| 28. května 4. června | French Open Paříž, Francie Grand Slam 18 232 000 € – antuka 128S/128Q/64D/32X dvouhra • čtyřhra • mix                    | Rafael Nadal 6–4, 6–3, 6–2                         | Dominic Thiem                  | Juan Martín del Potro Marco Cecchinato | Diego Schwartzman Marin Čilić Novak Djoković Alexander Zverev   |
| 28. května 4. června | French Open Paříž, Francie Grand Slam 18 232 000 € – antuka 128S/128Q/64D/32X dvouhra • čtyřhra • mix                    | Pierre-Hugues Herbert Nicolas Mahut 6–2, 7–6(7–4)  | Oliver Marach Mate Pavić       | Juan Martín del Potro Marco Cecchinato | Diego Schwartzman Marin Čilić Novak Djoković Alexander Zverev   |
| 28. května 4. června | French Open Paříž, Francie Grand Slam 18 232 000 € – antuka 128S/128Q/64D/32X dvouhra • čtyřhra • mix                    | Latisha Chan Ivan Dodig 6–1, 6–7(5–7), [10–8]      | Gabriela Dabrowská Mate Pavić  | Juan Martín del Potro Marco Cecchinato | Diego Schwartzman Marin Čilić Novak Djoković Alexander Zverev   |

### Červen
| Týden od   | Turnaj | Vítězové                                                  | Finalisté                         | Semifinalisté                     | Čtvrtfinalisté                                                              |
| ---------- | --- | --------------------------------------------------------- | --------------------------------- | --------------------------------- | --------------------------------------------------------------------------- |
| 11. června | Libéma Open 's-Hertogenbosch, Nizozemsko ATP World Tour 250 686 060 € – tráva – 28S/16Q/16D dvouhra • čtyřhra               | Richard Gasquet 6–3, 7–6(7–5)                             | Jérémy Chardy                     | Matthew Ebden Bernard Tomic       | Mackenzie McDonald Marius Copil Fernando Verdasco Stefanos Tsitsipas        |
| 11. června | Libéma Open 's-Hertogenbosch, Nizozemsko ATP World Tour 250 686 060 € – tráva – 28S/16Q/16D dvouhra • čtyřhra               | Dominic Inglot Franko Škugor 7–6(7–3), 7–5                | Raven Klaasen Michael Venus       | Matthew Ebden Bernard Tomic       | Mackenzie McDonald Marius Copil Fernando Verdasco Stefanos Tsitsipas        |
| 11. června | MercedesCup Stuttgart, Německo ATP World Tour 250 729 340 € – tráva – 28S/16Q/16D dvouhra • čtyřhra                         | Roger Federer 6–4, 7–6(7–3)                               | Milos Raonic                      | Nick Kyrgios Lucas Pouille        | Guido Pella Feliciano López Tomáš Berdych Denis Istomin                     |
| 11. června | MercedesCup Stuttgart, Německo ATP World Tour 250 729 340 € – tráva – 28S/16Q/16D dvouhra • čtyřhra                         | Philipp Petzschner Tim Pütz 7–6(7–5), 6–3                 | Robert Lindstedt Marcin Matkowski | Nick Kyrgios Lucas Pouille        | Guido Pella Feliciano López Tomáš Berdych Denis Istomin                     |
| 18. června | Gerry Weber Open Halle, Německo ATP World Tour 500 2 116 915 € – tráva – 32S/16Q/16D dvouhra • čtyřhra                      | Borna Ćorić 7–6(8–6), 3–6, 6–2                            | Roger Federer                     | Denis Kudla Roberto Bautista Agut | Matthew Ebden Júiči Sugita Karen Chačanov Andreas Seppi                     |
| 18. června | Gerry Weber Open Halle, Německo ATP World Tour 500 2 116 915 € – tráva – 32S/16Q/16D dvouhra • čtyřhra                      | Łukasz Kubot Marcelo Melo 7–6(7–1), 6–4                   | Alexander Zverev Mischa Zverev    | Denis Kudla Roberto Bautista Agut | Matthew Ebden Júiči Sugita Karen Chačanov Andreas Seppi                     |
| 18. června | Fever-Tree Championships Londýn, Velká Británie ATP World Tour 500 2 116 915 € – tráva – 32S/16Q/16D/4Q dvouhra • čtyřhra   | Marin Čilić 5–7, 7–6(7–4), 6–3                            | Novak Djoković                    | Nick Kyrgios Jérémy Chardy        | Sam Querrey Feliciano López Frances Tiafoe Adrian Mannarino                 |
| 18. června | Fever-Tree Championships Londýn, Velká Británie ATP World Tour 500 2 116 915 € – tráva – 32S/16Q/16D/4Q dvouhra • čtyřhra   | Henri Kontinen John Peers 6–4, 6–3                        | Jamie Murray Bruno Soares         | Nick Kyrgios Jérémy Chardy        | Sam Querrey Feliciano López Frances Tiafoe Adrian Mannarino                 |
| 25. června | Nature Valley International Eastbourne, Velká Británie ATP World Tour 250 721 085 € – tráva – 28S/16Q/16D dvouhra • čtyřhra | Mischa Zverev 6–4, 6–4                                    | Lukáš Lacko                       | Marco Cecchinato Michail Kukuškin | Cameron Norrie John Millman Denis Shapovalov Kyle Edmund                    |
| 25. června | Nature Valley International Eastbourne, Velká Británie ATP World Tour 250 721 085 € – tráva – 28S/16Q/16D dvouhra • čtyřhra | Luke Bambridge Jonny O'Mara 7–5, 6–4                      | Ken Skupski Neal Skupski          | Marco Cecchinato Michail Kukuškin | Cameron Norrie John Millman Denis Shapovalov Kyle Edmund                    |
| 25. června | Antalya Open Antalya, Turecko ATP World Tour 250 486 145 € – tráva – 28S/16Q/16D dvouhra • čtyřhra                          | Damir Džumhur 6–1, 1–6, 6–1                               | Adrian Mannarino                  | Gaël Monfils Jiří Veselý          | João Sousa Guillermo García-López Nikoloz Basilašvili Pierre-Hugues Herbert |
| 25. června | Antalya Open Antalya, Turecko ATP World Tour 250 486 145 € – tráva – 28S/16Q/16D dvouhra • čtyřhra                          | Marcelo Demoliner Santiago González 7–5, 6–7(6–8), [10–8] | Sander Arends Matwé Middelkoop    | Gaël Monfils Jiří Veselý          | João Sousa Guillermo García-López Nikoloz Basilašvili Pierre-Hugues Herbert |

### Červenec
| Týden od                | Turnaj | Vítězové                                                 | Finalisté                                 | Semifinalisté                     | Čtvrtfinalisté                                                      |
| ----------------------- | --- | -------------------------------------------------------- | ----------------------------------------- | --------------------------------- | ------------------------------------------------------------------- |
| 2. července 9. července | Wimbledon Londýn, Velká Británie Grand Slam 16 184 500 £ – tráva – 128S/128Q/64D/16Q/48X dvouhra • čtyřhra • mix                                   | Novak Djoković 6–2, 6–2, 7–6(7–3)                        | Kevin Anderson                            | John Isner Rafael Nadal           | Roger Federer Milos Raonic Kei Nišikori Juan Martín del Potro       |
| 2. července 9. července | Wimbledon Londýn, Velká Británie Grand Slam 16 184 500 £ – tráva – 128S/128Q/64D/16Q/48X dvouhra • čtyřhra • mix                                   | Mike Bryan Jack Sock 6–3, 6–7(7–9), 6–3, 5–7, 7–5        | Raven Klaasen Michael Venus               | John Isner Rafael Nadal           | Roger Federer Milos Raonic Kei Nišikori Juan Martín del Potro       |
| 2. července 9. července | Wimbledon Londýn, Velká Británie Grand Slam 16 184 500 £ – tráva – 128S/128Q/64D/16Q/48X dvouhra • čtyřhra • mix                                   | Alexander Peya Nicole Melicharová 7–6(7–1), 6–3          | Jamie Murray Viktoria Azarenková          | John Isner Rafael Nadal           | Roger Federer Milos Raonic Kei Nišikori Juan Martín del Potro       |
| 16. července            | Dell Technologies Hall of Fame Open Newport, Spojené státy ATP World Tour 250 623 710 $ – tráva – 28S/16Q/16D dvouhra • čtyřhra                    | Steve Johnson 7–5, 3–6, 6–2                              | Ramkumar Ramanathan                       | Marcel Granollers Tim Smyczek     | Adrian Mannarino Dudi Sela Jason Jung Vasek Pospisil                |
| 16. července            | Dell Technologies Hall of Fame Open Newport, Spojené státy ATP World Tour 250 623 710 $ – tráva – 28S/16Q/16D dvouhra • čtyřhra                    | Jonatan Erlich Artem Sitak 6–1, 6–2                      | Marcelo Arévalo Miguel Ángel Reyes-Varela | Marcel Granollers Tim Smyczek     | Adrian Mannarino Dudi Sela Jason Jung Vasek Pospisil                |
| 16. července            | SkiStar Swedish Open Båstad, Švédsko ATP World Tour 250 561 345 € – antuka – 28S/16Q/16D dvouhra • čtyřhra                                         | Fabio Fognini 6–3, 3–6, 6–1                              | Richard Gasquet                           | Henri Laaksonen Fernando Verdasco | Simone Bolelli Casper Ruud Federico Delbonis Pablo Carreño Busta    |
| 16. července            | SkiStar Swedish Open Båstad, Švédsko ATP World Tour 250 561 345 € – antuka – 28S/16Q/16D dvouhra • čtyřhra                                         | Julio Peralta Horacio Zeballos 6–3, 6–4                  | Simone Bolelli Fabio Fognini              | Henri Laaksonen Fernando Verdasco | Simone Bolelli Casper Ruud Federico Delbonis Pablo Carreño Busta    |
| 16. července            | Plava Laguna Croatia Open Umag Umag, Chorvatsko ATP World Tour 250 561 345 € – antuka – 28S/16Q/16D dvouhra • čtyřhra                              | Marco Cecchinato 6–2, 7–6(7–4)                           | Guido Pella                               | Robin Haase Marco Trungelliti     | Dušan Lajović Andrej Rubljov Laslo Djere Jevgenij Donskoj           |
| 16. července            | Plava Laguna Croatia Open Umag Umag, Chorvatsko ATP World Tour 250 561 345 € – antuka – 28S/16Q/16D dvouhra • čtyřhra                              | Robin Haase Matwé Middelkoop 6–4, 6–4                    | Roman Jebavý Jiří Veselý                  | Robin Haase Marco Trungelliti     | Dušan Lajović Andrej Rubljov Laslo Djere Jevgenij Donskoj           |
| 23. července            | German Tennis Championships Hamburk, Německo ATP World Tour 500 1 753 255 € – antuka – 48S/16Q/16D/4Q dvouhra • čtyřhra                            | Nikoloz Basilašvili 6–4, 0–6, 7–5                        | Leonardo Mayer                            | Nicolás Jarry Jozef Kovalík       | Dominic Thiem Pablo Carreño Busta Thiago Monteiro Diego Schwartzman |
| 23. července            | German Tennis Championships Hamburk, Německo ATP World Tour 500 1 753 255 € – antuka – 48S/16Q/16D/4Q dvouhra • čtyřhra                            | Julio Peralta Horacio Zeballos 6–1, 4–6, [10–6]          | Oliver Marach Mate Pavić                  | Nicolás Jarry Jozef Kovalík       | Dominic Thiem Pablo Carreño Busta Thiago Monteiro Diego Schwartzman |
| 23. července            | BB&T Atlanta Open Atlanta, Spojené státy ATP World Tour 250 748 450 $ – tvrdý – 28S/16Q/16D dvouhra • čtyřhra                                      | John Isner 5–7, 6–3, 6–4                                 | Ryan Harrison                             | Matthew Ebden Cameron Norrie      | Mischa Zverev Marcos Baghdatis Čong Hjon Nick Kyrgios               |
| 23. července            | BB&T Atlanta Open Atlanta, Spojené státy ATP World Tour 250 748 450 $ – tvrdý – 28S/16Q/16D dvouhra • čtyřhra                                      | Nicholas Monroe John-Patrick Smith 3–6, 7–6(7–5), [10–8] | Ryan Harrison Rajeev Ram                  | Matthew Ebden Cameron Norrie      | Mischa Zverev Marcos Baghdatis Čong Hjon Nick Kyrgios               |
| 23. července            | J. Safra Sarasin Swiss Open Gstaad Gstaad, Švýcarsko ATP World Tour 250 561 345 € – antuka – 28S/16Q/16D dvouhra • čtyřhra                         | Matteo Berrettini 7–6(11–9), 6–4                         | Roberto Bautista Agut                     | Jürgen Zopp Laslo Djere           | Facundo Bagnis Feliciano López Viktor Galović Taró Daniel           |
| 23. července            | J. Safra Sarasin Swiss Open Gstaad Gstaad, Švýcarsko ATP World Tour 250 561 345 € – antuka – 28S/16Q/16D dvouhra • čtyřhra                         | Matteo Berrettini Daniele Bracciali 7–6(7–2), 7–6(7–5)   | Denys Molčanov Igor Zelenay               | Jürgen Zopp Laslo Djere           | Facundo Bagnis Feliciano López Viktor Galović Taró Daniel           |
| 30. července            | Citi Open Washington, D.C., Spojené státy ATP World Tour 500 2 146 815 $ – tvrdý – 48S/20Q/16D/3Q dvouhra • čtyřhra                                | Alexander Zverev 6–2, 6–4                                | Alex de Minaur                            | Stefanos Tsitsipas Andrej Rubljov | Kei Nišikori David Goffin Andy Murray Denis Kudla                   |
| 30. července            | Citi Open Washington, D.C., Spojené státy ATP World Tour 500 2 146 815 $ – tvrdý – 48S/20Q/16D/3Q dvouhra • čtyřhra                                | Jamie Murray Bruno Soares 3–6, 6–3, [10–4]               | Mike Bryan Édouard Roger-Vasselin         | Stefanos Tsitsipas Andrej Rubljov | Kei Nišikori David Goffin Andy Murray Denis Kudla                   |
| 30. července            | Abierto Mexicano de Tenis Mifel presentado por Cinemex Cabo San Lucas, Mexiko ATP World Tour 250 808 770 $ – tvrdý – 28S/15Q/16D dvouhra • čtyřhra | Fabio Fognini 6–4, 6–2                                   | Juan Martín del Potro                     | Damir Dzumhur Cameron Norrie      | Jegor Gerasimov Michael Mmoh Adrian Mannarino Jošihito Nišioka      |
| 30. července            | Abierto Mexicano de Tenis Mifel presentado por Cinemex Cabo San Lucas, Mexiko ATP World Tour 250 808 770 $ – tvrdý – 28S/15Q/16D dvouhra • čtyřhra | Marcelo Arévalo Miguel Ángel Reyes-Varela 6–4, 6–4       | Taylor Fritz Thanasi Kokkinakis           | Damir Dzumhur Cameron Norrie      | Jegor Gerasimov Michael Mmoh Adrian Mannarino Jošihito Nišioka      |
| 30. července            | Generali Open Kitzbühel, Rakousko ATP World Tour 250 561 345 € – antuka – 28S/16Q/16D dvouhra • čtyřhra                                            | Martin Kližan 6–2, 6–2                                   | Denis Istomin                             | Jaume Munar Nicolás Jarry         | Dušan Lajović Taró Daniel Matteo Berrettini Maximilian Marterer     |
| 30. července            | Generali Open Kitzbühel, Rakousko ATP World Tour 250 561 345 € – antuka – 28S/16Q/16D dvouhra • čtyřhra                                            | Roman Jebavý Andrés Molteni 6–2, 6–4                     | Daniele Bracciali Federico Delbonis       | Jaume Munar Nicolás Jarry         | Dušan Lajović Taró Daniel Matteo Berrettini Maximilian Marterer     |

### Srpen
| Týden od          | Turnaj | Vítězové                                               | Finalisté                         | Semifinalisté                   | Čtvrtfinalisté                                                       |
| ----------------- | --- | ------------------------------------------------------ | --------------------------------- | ------------------------------- | -------------------------------------------------------------------- |
| 6. srpna          | Rogers Cup Toronto, Kanada ATP World Tour Masters 1000 5 939 970 $ – tvrdý – 56S/28Q/24D dvouhra • čtyřhra                        | Rafael Nadal 6–2, 7–6(7–4)                             | Stefanos Tsitsipas                | Karen Chačanov Kevin Anderson   | Marin Čilić Robin Haase Grigor Dimitrov Alexander Zverev             |
| 6. srpna          | Rogers Cup Toronto, Kanada ATP World Tour Masters 1000 5 939 970 $ – tvrdý – 56S/28Q/24D dvouhra • čtyřhra                        | Henri Kontinen John Peers 6–2, 6–7(7–9), [10–8]        | Raven Klaasen Michael Venus       | Karen Chačanov Kevin Anderson   | Marin Čilić Robin Haase Grigor Dimitrov Alexander Zverev             |
| 13. srpna         | Western & Southern Open Cincinnati, Spojené státy ATP World Tour Masters 1000 5 939 970 $ – tvrdý – 56S/28Q/24D dvouhra • čtyřhra | Novak Djoković 6–4, 6–4                                | Roger Federer                     | Marin Čilić David Goffin        | Milos Raonic Pablo Carreño Busta Juan Martín del Potro Stan Wawrinka |
| 13. srpna         | Western & Southern Open Cincinnati, Spojené státy ATP World Tour Masters 1000 5 939 970 $ – tvrdý – 56S/28Q/24D dvouhra • čtyřhra | Jamie Murray Bruno Soares 4–6, 6–3, [10–6]             | Juan Sebastián Cabal Robert Farah | Marin Čilić David Goffin        | Milos Raonic Pablo Carreño Busta Juan Martín del Potro Stan Wawrinka |
| 20. srpna         | Winston-Salem Open Winston-Salem, Spojené státy ATP World Tour 250 778 080 $ – tvrdý – 48S/32Q/16D dvouhra • čtyřhra              | Daniil Medveděv 6–4, 6–4                               | Steve Johnson                     | Taró Daniel Pablo Carreño Busta | Ryan Harrison Nicolás Jarry Kyle Edmund Čong Hjon                    |
| 20. srpna         | Winston-Salem Open Winston-Salem, Spojené státy ATP World Tour 250 778 080 $ – tvrdý – 48S/32Q/16D dvouhra • čtyřhra              | Jean-Julien Rojer Horia Tecău 6–4, 6–2                 | James Cerretani Leander Paes      | Taró Daniel Pablo Carreño Busta | Ryan Harrison Nicolás Jarry Kyle Edmund Čong Hjon                    |
| 27. srpna 3. září | US Open New York, Spojené státy Grand Slam 25 282 400 $ – tvrdý – 128S/128Q/64D/32X dvouhra • čtyřhra • mix                       | Novak Djoković 6–3, 7–6(7–4), 6–3                      | Juan Martín del Potro             | Rafael Nadal Kei Nišikori       | Dominic Thiem John Isner Marin Čilić John Millman                    |
| 27. srpna 3. září | US Open New York, Spojené státy Grand Slam 25 282 400 $ – tvrdý – 128S/128Q/64D/32X dvouhra • čtyřhra • mix                       | Mike Bryan Jack Sock 6–3, 6–1                          | Łukasz Kubot Marcelo Melo         | Rafael Nadal Kei Nišikori       | Dominic Thiem John Isner Marin Čilić John Millman                    |
| 27. srpna 3. září | US Open New York, Spojené státy Grand Slam 25 282 400 $ – tvrdý – 128S/128Q/64D/32X dvouhra • čtyřhra • mix                       | Bethanie Mattek-Sandsová Jamie Murray 2–6, 6–3, [11–9] | Alicja Rosolská Nikola Mektić     | Rafael Nadal Kei Nišikori       | Dominic Thiem John Isner Marin Čilić John Millman                    |

### Září
| Týden od | Turnaj | Vítězové                                           | Finalisté                                   | Semifinalisté                       | Čtvrtfinalisté                                                      |
| -------- | --- | -------------------------------------------------- | ------------------------------------------- | ----------------------------------- | ------------------------------------------------------------------- |
| 10. září | Davis Cup, semifinále Lille, Francie – tvrdý (h) Zadar, Chorvatsko – antuka                                     | Vítězové semifinále Francie 3–2 Chorvatsko 3–2     | Poražení semifinále Španělsko Spojené státy |                                     |                                                                     |
| 17. září | Moselle Open Mety, Francie ATP World Tour 250 561 345 € – tvrdý (h) – 28S/16Q/16D dvouhra • čtyřhra             | Gilles Simon 7–6(7–2), 6–1                         | Matthias Bachinger                          | Kei Nišikori Radu Albot             | Nikoloz Basilašvili Yannick Maden Richard Gasquet Ričardas Berankis |
| 17. září | Moselle Open Mety, Francie ATP World Tour 250 561 345 € – tvrdý (h) – 28S/16Q/16D dvouhra • čtyřhra             | Nicolas Mahut Édouard Roger-Vasselin 6–1, 7–5      | Ken Skupski Neal Skupski                    | Kei Nišikori Radu Albot             | Nikoloz Basilašvili Yannick Maden Richard Gasquet Ričardas Berankis |
| 17. září | St. Petersburg Open Petrohrad, Rusko ATP World Tour 250 1 151 110 $ – tvrdý (h) – 28S/16Q/16D dvouhra • čtyřhra | Dominic Thiem 6–3, 6–1                             | Martin Kližan                               | Roberto Bautista Agut Stan Wawrinka | Daniil Medveděv Marco Cecchinato Damir Džumhur Denis Shapovalov     |
| 17. září | St. Petersburg Open Petrohrad, Rusko ATP World Tour 250 1 151 110 $ – tvrdý (h) – 28S/16Q/16D dvouhra • čtyřhra | Matteo Berrettini Fabio Fognini 7–6(8–6), 7–6(7–4) | Roman Jebavý Matwé Middelkoop               | Roberto Bautista Agut Stan Wawrinka | Daniil Medveděv Marco Cecchinato Damir Džumhur Denis Shapovalov     |
| 24. září | Shenzhen Open Šen-čen, ČLR ATP World Tour 250 800 320 $ – tvrdý – 28S/16Q/16D dvouhra • čtyřhra                 | Jošihito Nišioka 7–5, 2–6, 6–4                     | Pierre-Hugues Herbert                       | Fernando Verdasco Alex de Minaur    | Andy Murray Cameron Norrie Damir Džumhur Albert Ramos-Viñolas       |
| 24. září | Shenzhen Open Šen-čen, ČLR ATP World Tour 250 800 320 $ – tvrdý – 28S/16Q/16D dvouhra • čtyřhra                 | Ben McLachlan Joe Salisbury 7–6(7–5), 7–6(7–4)     | Robert Lindstedt Rajeev Ram                 | Fernando Verdasco Alex de Minaur    | Andy Murray Cameron Norrie Damir Džumhur Albert Ramos-Viñolas       |
| 24. září | Chengdu Open Čcheng-tu, ČLR ATP World Tour 250 1 183 360 $ – tvrdý – 28S/16Q/16D dvouhra • čtyřhra              | Bernard Tomic 6–1, 3–6, 7–6(9–7)                   | Fabio Fognini                               | Taylor Fritz João Sousa             | Matthew Ebden Sam Querrey Malek Džazírí Félix Auger-Aliassime       |
| 24. září | Chengdu Open Čcheng-tu, ČLR ATP World Tour 250 1 183 360 $ – tvrdý – 28S/16Q/16D dvouhra • čtyřhra              | Ivan Dodig Mate Pavić 6–2, 6–4                     | Austin Krajicek Džívan Nedunčežijan         | Taylor Fritz João Sousa             | Matthew Ebden Sam Querrey Malek Džazírí Félix Auger-Aliassime       |

### Říjen
| Týden od  | Turnaj | Vítězové                                      | Finalisté                           | Semifinalisté                      | Čtvrtfinalisté                                                     |
| --------- | --- | --------------------------------------------- | ----------------------------------- | ---------------------------------- | ------------------------------------------------------------------ |
| 1. října  | China Open Peking, ČLR ATP World Tour 500 4 658 510 $ – tvrdý – 32S/16Q/16D dvouhra • čtyřhra                                  | Nikoloz Basilašvili 6–4, 6–4                  | Juan Martín del Potro               | Fabio Fognini Kyle Edmund          | Filip Krajinović Márton Fucsovics Dušan Lajović Malek Džazírí      |
| 1. října  | China Open Peking, ČLR ATP World Tour 500 4 658 510 $ – tvrdý – 32S/16Q/16D dvouhra • čtyřhra                                  | Łukasz Kubot Marcelo Melo 6–1, 6–4            | Oliver Marach Mate Pavić            | Fabio Fognini Kyle Edmund          | Filip Krajinović Márton Fucsovics Dušan Lajović Malek Džazírí      |
| 1. října  | Rakuten Japan Open Tennis Championships Tokio, Japonsko ATP World Tour 500 1 928 580 $ – tvrdý – 32S/16Q/16D dvouhra • čtyřhra | Daniil Medveděv 6–2, 6–4                      | Kei Nišikori                        | Denis Shapovalov Richard Gasquet   | Jan-Lennard Struff Milos Raonic Stefanos Tsitsipas Kevin Anderson  |
| 1. října  | Rakuten Japan Open Tennis Championships Tokio, Japonsko ATP World Tour 500 1 928 580 $ – tvrdý – 32S/16Q/16D dvouhra • čtyřhra | Ben McLachlan Jan-Lennard Struff 6–4, 7–5     | Raven Klaasen Michael Venus         | Denis Shapovalov Richard Gasquet   | Jan-Lennard Struff Milos Raonic Stefanos Tsitsipas Kevin Anderson  |
| 8. října  | Rolex Shanghai Masters Šanghaj, ČLR ATP World Tour Masters 1000 9 219 970 $ – tvrdý – 56S/28Q/24D dvouhra • čtyřhra            | Novak Djoković 6–3, 6–4                       | Borna Ćorić                         | Roger Federer Alexander Zverev     | Kei Nišikori Matthew Ebden Kyle Edmund Kevin Anderson              |
| 8. října  | Rolex Shanghai Masters Šanghaj, ČLR ATP World Tour Masters 1000 9 219 970 $ – tvrdý – 56S/28Q/24D dvouhra • čtyřhra            | Łukasz Kubot Marcelo Melo 6–4, 6–2            | Jamie Murray Bruno Soares           | Roger Federer Alexander Zverev     | Kei Nišikori Matthew Ebden Kyle Edmund Kevin Anderson              |
| 15. října | VTB Kremlin Cup Moskva, Rusko ATP World Tour 250 936 435 $ – tvrdý (h) – 28S/16Q/16D dvouhra • čtyřhra                         | Karen Chačanov 6–2, 6–2                       | Adrian Mannarino                    | Andreas Seppi Daniil Medveděv      | Jegor Gerasimov Filip Krajinović Mirza Bašić Ričardas Berankis     |
| 15. října | VTB Kremlin Cup Moskva, Rusko ATP World Tour 250 936 435 $ – tvrdý (h) – 28S/16Q/16D dvouhra • čtyřhra                         | Austin Krajicek Rajeev Ram 7–6(7–4), 6–4      | Max Mirnyj Philipp Oswald           | Andreas Seppi Daniil Medveděv      | Jegor Gerasimov Filip Krajinović Mirza Bašić Ričardas Berankis     |
| 15. října | Intrum Stockholm Open Stockholm, Švédsko ATP World Tour 250 686 060 € – tvrdý (h) – 28S/16Q/16D dvouhra • čtyřhra              | Stefanos Tsitsipas 6–4, 6–4                   | Ernests Gulbis                      | John Isner Fabio Fognini           | Tennys Sandgren Jack Sock Philipp Kohlschreiber Čong Hjon          |
| 15. října | Intrum Stockholm Open Stockholm, Švédsko ATP World Tour 250 686 060 € – tvrdý (h) – 28S/16Q/16D dvouhra • čtyřhra              | Luke Bambridge Jonny O'Mara 7–5, 7–6(10–8)    | Marcus Daniell Wesley Koolhof       | John Isner Fabio Fognini           | Tennys Sandgren Jack Sock Philipp Kohlschreiber Čong Hjon          |
| 15. října | European Open Antverpy, Belgie ATP World Tour 250 686 060 € – tvrdý (h) – 28S/16Q/16D dvouhra • čtyřhra                        | Kyle Edmund 3–6, 7–6(7–2), 7–6(7–4)           | Gaël Monfils                        | Richard Gasquet Diego Schwartzman  | Ilja Ivaška Jan-Lennard Struff Vasek Pospisil Gilles Simon         |
| 15. října | European Open Antverpy, Belgie ATP World Tour 250 686 060 € – tvrdý (h) – 28S/16Q/16D dvouhra • čtyřhra                        | Nicolas Mahut Édouard Roger-Vasselin 6–4, 7–5 | Marcelo Demoliner Santiago González | Richard Gasquet Diego Schwartzman  | Ilja Ivaška Jan-Lennard Struff Vasek Pospisil Gilles Simon         |
| 22. října | Erste Bank Open 500 Vídeň, Rakousko ATP World Tour 500 2 788 570 € – tvrdý (h) – 32S/16Q/16D dvouhra • čtyřhra                 | Kevin Anderson 6–3, 7–6(7–3)                  | Kei Nišikori                        | Michail Kukuškin Fernando Verdasco | Dominic Thiem Márton Fucsovics Gaël Monfils Borna Ćorić            |
| 22. října | Erste Bank Open 500 Vídeň, Rakousko ATP World Tour 500 2 788 570 € – tvrdý (h) – 32S/16Q/16D dvouhra • čtyřhra                 | Joe Salisbury Neal Skupski 7–6(7–5), 6–3      | Mike Bryan Édouard Roger-Vasselin   | Michail Kukuškin Fernando Verdasco | Dominic Thiem Márton Fucsovics Gaël Monfils Borna Ćorić            |
| 22. října | Swiss Indoors Basel Basilej, Švýcarsko ATP World Tour 500 2 442 740 € – tvrdý (h) – 32S/16Q/16D dvouhra • čtyřhra              | Roger Federer 7–6(7–5), 6–4                   | Marius Copil                        | Daniil Medveděv Alexander Zverev   | Gilles Simon Stefanos Tsitsipas Taylor Fritz Roberto Bautista Agut |
| 22. října | Swiss Indoors Basel Basilej, Švýcarsko ATP World Tour 500 2 442 740 € – tvrdý (h) – 32S/16Q/16D dvouhra • čtyřhra              | Dominic Inglot Franko Škugor 6–2, 7–5         | Alexander Zverev Mischa Zverev      | Daniil Medveděv Alexander Zverev   | Gilles Simon Stefanos Tsitsipas Taylor Fritz Roberto Bautista Agut |
| 29. října | Rolex Paris Masters Paříž, Francie ATP World Tour Masters 1000 5 444 985 € – tvrdý (h) – 48S/24Q/24D dvouhra • čtyřhra         | Karen Chačanov 7–5, 6–4                       | Novak Djoković                      | Dominic Thiem Roger Federer        | Jack Sock Alexander Zverev Kei Nišikori Marin Čilić                |
| 29. října | Rolex Paris Masters Paříž, Francie ATP World Tour Masters 1000 5 444 985 € – tvrdý (h) – 48S/24Q/24D dvouhra • čtyřhra         | Marcel Granollers Rajeev Ram 6–4, 6–4         | Jean-Julien Rojer Horia Tecău       | Dominic Thiem Roger Federer        | Jack Sock Alexander Zverev Kei Nišikori Marin Čilić                |

### Listopad
| Týden od      | Turnaj | Vítězové                                        | Finalisté                           | Semifinalisté                        | Čtvrtfinalisté                                                           |
| ------------- | --- | ----------------------------------------------- | ----------------------------------- | ------------------------------------ | ------------------------------------------------------------------------ |
| 5. listopadu  | Next Generation ATP Finals Milán, Itálie 1 335 000 $ – tvrdý (h) – 8S(ZS) dvouhra                              | Stefanos Tsitsipas 2–4, 4–1, 4–3(7–3), 4–3(7–3) | Alex de Minaur                      | Andrej Rubljov (3.) Jaume Munar (4.) | Základní skupina Hubert Hurkacz Frances Tiafoe Taylor Fritz Liam Caruana |
| 12. listopadu | ATP Finals Londýn, Velká Británie ATP World Tour Finals 8 500 000 $ – tvrdý (h) – 8S/8D (ZS) dvouhra • čtyřhra | Alexander Zverev 6–4, 6–3                       | Novak Djoković                      | Kevin Anderson Roger Federer         | Základní skupiny Kei Nišikori Dominic Thiem John Isner Marin Čilić       |
| 12. listopadu | ATP Finals Londýn, Velká Británie ATP World Tour Finals 8 500 000 $ – tvrdý (h) – 8S/8D (ZS) dvouhra • čtyřhra | Mike Bryan Jack Sock 5–7, 6–1, [13–11]          | Pierre-Hugues Herbert Nicolas Mahut | Kevin Anderson Roger Federer         | Základní skupiny Kei Nišikori Dominic Thiem John Isner Marin Čilić       |
| 19. listopadu | Davis Cup, finále Lille, Francie – antuka (h)                                                                  | Chorvatsko 3–1                                  | Francie                             |                                      |                                                                          |

## Statistiky

### Tituly podle tenistů
|        |                                 | Grand Slam | Grand Slam | Grand Slam | Závěrečné | Závěrečné | ATP 1000 | ATP 1000 | ATP 500 | ATP 500 | ATP 250 | ATP 250 | Celkem | Celkem | Celkem |
| Celkem | Tenista                         | D          | Č          | X          | D         | Č         | D        | Č        | D       | Č       | D       | Č       | D      | Č      | X      |
| ------ | ------------------------------- | ---------- | ---------- | ---------- | --------- | --------- | -------- | -------- | ------- | ------- | ------- | ------- | ------ | ------ | ------ |
| 6      | Mate Pavić (CRO)                |            | ●          | ●          |           |           |          |          |         |         |         | ●       | 0      | 5      | 1      |
| 6      | Jack Sock (USA)                 |            | ●          |            |           | ●         |          | ●        |         |         |         | ●       | 0      | 6      | 0      |
| 5      | Rafael Nadal (ESP)              | ●          |            |            |           |           | ●        |          | ●       |         |         |         | 5      | 0      | 0      |
| 5      | Mike Bryan (USA)                |            | ●          |            |           | ●         |          | ●        |         |         |         |         | 0      | 5      | 0      |
| 4      | Novak Djoković (SRB)            | ●          |            |            |           |           | ●        |          |         |         |         |         | 4      | 0      | 0      |
| 4      | Jamie Murray (GBR)              |            |            | ●          |           |           |          | ●        |         | ●       |         |         | 0      | 3      | 1      |
| 4      | Roger Federer (SUI)             | ●          |            |            |           |           |          |          | ●       |         | ●       |         | 4      | 0      | 0      |
| 4      | Nicolas Mahut (FRA)             |            | ●          |            |           |           |          |          |         | ●       |         | ●       | 0      | 4      | 0      |
| 4      | Oliver Marach (AUT)             |            | ●          |            |           |           |          |          |         |         |         | ●       | 0      | 4      | 0      |
| 4      | Łukasz Kubot (POL)              |            |            |            |           |           |          | ●        |         | ●       |         | ●       | 0      | 4      | 0      |
| 4      | Marcelo Melo (BRA)              |            |            |            |           |           |          | ●        |         | ●       |         | ●       | 0      | 4      | 0      |
| 4      | Dominic Inglot (GBR)            |            |            |            |           |           |          |          |         | ●       |         | ●       | 0      | 4      | 0      |
| 4      | Fabio Fognini (ITA)             |            |            |            |           |           |          |          |         |         | ●       | ●       | 3      | 1      | 0      |
| 4      | Alexander Zverev (GER)          |            |            |            | ●         |           | ●        |          | ●       |         | ●       |         | 4      | 0      | 0      |
| 3      | Alexander Peya (AUT)            |            |            | ●          |           |           |          | ●        |         |         |         | ●       | 0      | 2      | 1      |
| 3      | Ivan Dodig (CRO)                |            |            | ●          |           |           |          |          |         |         |         | ●       | 0      | 2      | 1      |
| 3      | John Isner (USA)                |            |            |            |           |           | ●        | ●        |         |         | ●       |         | 2      | 1      | 0      |
| 3      | Bruno Soares (BRA)              |            |            |            |           |           |          | ●        |         | ●       |         |         | 0      | 3      | 0      |
| 3      | Henri Kontinen (FIN)            |            |            |            |           |           |          | ●        |         | ●       |         | ●       | 0      | 3      | 0      |
| 3      | John Peers (AUS)                |            |            |            |           |           |          | ●        |         | ●       |         | ●       | 0      | 3      | 0      |
| 3      | Karen Chačanov (RUS)            |            |            |            |           |           | ●        |          |         |         | ●       |         | 3      | 0      | 0      |
| 3      | Rajeev Ram (USA)                |            |            |            |           |           |          | ●        |         |         |         | ●       | 0      | 3      | 0      |
| 3      | Daniil Medveděv (RUS)           |            |            |            |           |           |          |          | ●       |         | ●       |         | 3      | 0      | 0      |
| 3      | Franko Škugor (CRO)             |            |            |            |           |           |          |          |         | ●       |         | ●       | 0      | 3      | 0      |
| 3      | Horacio Zeballos (ARG)          |            |            |            |           |           |          |          |         | ●       |         | ●       | 0      | 3      | 0      |
| 3      | Dominic Thiem (AUT)             |            |            |            |           |           |          |          |         |         | ●       |         | 3      | 0      | 0      |
| 3      | Matteo Berrettini (ITA)         |            |            |            |           |           |          |          |         |         | ●       | ●       | 1      | 2      | 0      |
| 3      | Robin Haase (NED)               |            |            |            |           |           |          |          |         |         |         | ●       | 0      | 3      | 0      |
| 3      | Matwé Middelkoop (NED)          |            |            |            |           |           |          |          |         |         |         | ●       | 0      | 3      | 0      |
| 2      | Pierre-Hugues Herbert (FRA)     |            | ●          |            |           |           |          |          |         | ●       |         |         | 0      | 2      | 0      |
| 2      | Bob Bryan (USA)                 |            |            |            |           |           |          | ●        |         |         |         |         | 0      | 2      | 0      |
| 2      | Juan Martín del Potro (ARG)     |            |            |            |           |           | ●        |          | ●       |         |         |         | 2      | 0      | 0      |
| 2      | Nikola Mektić (CRO)             |            |            |            |           |           |          | ●        |         |         |         | ●       | 0      | 2      | 0      |
| 2      | Nikoloz Basilašvili (GEO)       |            |            |            |           |           |          |          | ●       |         |         |         | 2      | 0      | 0      |
| 2      | Kevin Anderson (RSA)            |            |            |            |           |           |          |          | ●       |         | ●       |         | 2      | 0      | 0      |
| 2      | Roberto Bautista Agut (ESP)     |            |            |            |           |           |          |          | ●       |         | ●       |         | 2      | 0      | 0      |
| 2      | Ben McLachlan (JPN)             |            |            |            |           |           |          |          |         | ●       |         | ●       | 0      | 2      | 0      |
| 2      | Julio Peralta (CHI)             |            |            |            |           |           |          |          |         | ●       |         | ●       | 0      | 2      | 0      |
| 2      | Jean-Julien Rojer (NED)         |            |            |            |           |           |          |          |         | ●       |         | ●       | 0      | 2      | 0      |
| 2      | Joe Salisbury (GBR)             |            |            |            |           |           |          |          |         | ●       |         | ●       | 0      | 2      | 0      |
| 2      | Neal Skupski (GBR)              |            |            |            |           |           |          |          |         | ●       |         | ●       | 0      | 2      | 0      |
| 2      | Horia Tecău (ROU)               |            |            |            |           |           |          |          |         | ●       |         | ●       | 0      | 2      | 0      |
| 2      | Marco Cecchinato (ITA)          |            |            |            |           |           |          |          |         |         | ●       |         | 2      | 0      | 0      |
| 2      | Steve Johnson (USA)             |            |            |            |           |           |          |          |         |         | ●       |         | 2      | 0      | 0      |
| 2      | Gilles Simon (FRA)              |            |            |            |           |           |          |          |         |         | ●       |         | 2      | 0      | 0      |
| 2      | Kyle Edmund (GBR)               |            |            |            |           |           |          |          |         |         | ●       | ●       | 1      | 1      | 0      |
| 2      | Nick Kyrgios (AUS)              |            |            |            |           |           |          |          |         |         | ●       | ●       | 1      | 1      | 0      |
| 2      | Luke Bambridge (GBR)            |            |            |            |           |           |          |          |         |         |         | ●       | 0      | 2      | 0      |
| 2      | Max Mirnyj (BLR)                |            |            |            |           |           |          |          |         |         |         | ●       | 0      | 2      | 0      |
| 2      | Andrés Molteni (ARG)            |            |            |            |           |           |          |          |         |         |         | ●       | 0      | 2      | 0      |
| 2      | Jonny O'Mara (GBR)              |            |            |            |           |           |          |          |         |         |         | ●       | 0      | 2      | 0      |
| 2      | Philipp Oswald (AUT)            |            |            |            |           |           |          |          |         |         |         | ●       | 0      | 2      | 0      |
| 2      | Édouard Roger-Vasselin (FRA)    |            |            |            |           |           |          |          |         |         |         | ●       | 0      | 2      | 0      |
| 1      | Juan Sebastián Cabal (COL)      |            |            |            |           |           |          | ●        |         |         |         |         | 0      | 1      | 0      |
| 1      | Robert Farah (COL)              |            |            |            |           |           |          | ●        |         |         |         |         | 0      | 1      | 0      |
| 1      | Marcel Granollers (ESP)         |            |            |            |           |           |          | ●        |         |         |         |         | 0      | 1      | 0      |
| 1      | Marin Čilić (CRO)               |            |            |            |           |           |          |          | ●       |         |         |         | 1      | 0      | 0      |
| 1      | Borna Ćorić (CRO)               |            |            |            |           |           |          |          | ●       |         |         |         | 1      | 0      | 0      |
| 1      | Diego Schwartzman (ARG)         |            |            |            |           |           |          |          | ●       |         |         |         | 1      | 0      | 0      |
| 1      | Feliciano López (ESP)           |            |            |            |           |           |          |          |         | ●       |         |         | 0      | 1      | 0      |
| 1      | Marc López (ESP)                |            |            |            |           |           |          |          |         | ●       |         |         | 0      | 1      | 0      |
| 1      | David Marrero (ESP)             |            |            |            |           |           |          |          |         | ●       |         |         | 0      | 1      | 0      |
| 1      | Jan-Lennard Struff (GER)        |            |            |            |           |           |          |          |         | ●       |         |         | 0      | 1      | 0      |
| 1      | Fernando Verdasco (ESP)         |            |            |            |           |           |          |          |         | ●       |         |         | 0      | 1      | 0      |
| 1      | Pablo Andújar (ESP)             |            |            |            |           |           |          |          |         |         | ●       |         | 1      | 0      | 0      |
| 1      | Mirza Bašić (BIH)               |            |            |            |           |           |          |          |         |         | ●       |         | 1      | 0      | 0      |
| 1      | Roberto Carballés Baena (ESP)   |            |            |            |           |           |          |          |         |         | ●       |         | 1      | 0      | 0      |
| 1      | Taró Daniel (JPN)               |            |            |            |           |           |          |          |         |         | ●       |         | 1      | 0      | 0      |
| 1      | Damir Džumhur (BIH)             |            |            |            |           |           |          |          |         |         | ●       |         | 1      | 0      | 0      |
| 1      | Márton Fucsovics (HUN)          |            |            |            |           |           |          |          |         |         | ●       |         | 1      | 0      | 0      |
| 1      | Richard Gasquet (FRA)           |            |            |            |           |           |          |          |         |         | ●       |         | 1      | 0      | 0      |
| 1      | Martin Kližan (SVK)             |            |            |            |           |           |          |          |         |         | ●       |         | 1      | 0      | 0      |
| 1      | Gaël Monfils (FRA)              |            |            |            |           |           |          |          |         |         | ●       |         | 1      | 0      | 0      |
| 1      | Jošihito Nišioka (JPN)          |            |            |            |           |           |          |          |         |         | ●       |         | 1      | 0      | 0      |
| 1      | Lucas Pouille (FRA)             |            |            |            |           |           |          |          |         |         | ●       |         | 1      | 0      | 0      |
| 1      | João Sousa (POR)                |            |            |            |           |           |          |          |         |         | ●       |         | 1      | 0      | 0      |
| 1      | Frances Tiafoe (USA)            |            |            |            |           |           |          |          |         |         | ●       |         | 1      | 0      | 0      |
| 1      | Bernard Tomic (AUS)             |            |            |            |           |           |          |          |         |         | ●       |         | 1      | 0      | 0      |
| 1      | Stefanos Tsitsipas (GRE)        |            |            |            |           |           |          |          |         |         | ●       |         | 1      | 0      | 0      |
| 1      | Mischa Zverev (GER)             |            |            |            |           |           |          |          |         |         | ●       |         | 1      | 0      | 0      |
| 1      | Marcelo Arévalo (ESA)           |            |            |            |           |           |          |          |         |         |         | ●       | 0      | 1      | 0      |
| 1      | Daniele Bracciali (ITA)         |            |            |            |           |           |          |          |         |         |         | ●       | 0      | 1      | 0      |
| 1      | Federico Delbonis (ARG)         |            |            |            |           |           |          |          |         |         |         | ●       | 0      | 1      | 0      |
| 1      | Marcelo Demoliner (BRA)         |            |            |            |           |           |          |          |         |         |         | ●       | 0      | 1      | 0      |
| 1      | Jonatan Erlich (ISR)            |            |            |            |           |           |          |          |         |         |         | ●       | 0      | 1      | 0      |
| 1      | Máximo González (ARG)           |            |            |            |           |           |          |          |         |         |         | ●       | 0      | 1      | 0      |
| 1      | Santiago González (MEX)         |            |            |            |           |           |          |          |         |         |         | ●       | 0      | 1      | 0      |
| 1      | Nicolás Jarry (CHI)             |            |            |            |           |           |          |          |         |         |         | ●       | 0      | 1      | 0      |
| 1      | Roman Jebavý (CZE)              |            |            |            |           |           |          |          |         |         |         | ●       | 0      | 1      | 0      |
| 1      | Raven Klaasen (RSA)             |            |            |            |           |           |          |          |         |         |         | ●       | 0      | 1      | 0      |
| 1      | Austin Krajicek (USA)           |            |            |            |           |           |          |          |         |         |         | ●       | 0      | 1      | 0      |
| 1      | Robert Lindstedt (SWE)          |            |            |            |           |           |          |          |         |         |         | ●       | 0      | 1      | 0      |
| 1      | Nicholas Monroe (USA)           |            |            |            |           |           |          |          |         |         |         | ●       | 0      | 1      | 0      |
| 1      | Cameron Norrie (GBR)            |            |            |            |           |           |          |          |         |         |         | ●       | 0      | 1      | 0      |
| 1      | Philipp Petzschner (GER)        |            |            |            |           |           |          |          |         |         |         | ●       | 0      | 1      | 0      |
| 1      | Hans Podlipnik-Castillo (CHI)   |            |            |            |           |           |          |          |         |         |         | ●       | 0      | 1      | 0      |
| 1      | Tim Pütz (GER)                  |            |            |            |           |           |          |          |         |         |         | ●       | 0      | 1      | 0      |
| 1      | Miguel Ángel Reyes-Varela (MEX) |            |            |            |           |           |          |          |         |         |         | ●       | 0      | 1      | 0      |
| 1      | Artem Sitak (NZL)               |            |            |            |           |           |          |          |         |         |         | ●       | 0      | 1      | 0      |
| 1      | Ken Skupski (GBR)               |            |            |            |           |           |          |          |         |         |         | ●       | 0      | 1      | 0      |
| 1      | John-Patrick Smith (AUS)        |            |            |            |           |           |          |          |         |         |         | ●       | 0      | 1      | 0      |
| 1      | Michael Venus (NZL)             |            |            |            |           |           |          |          |         |         |         | ●       | 0      | 1      | 0      |
| 1      | Jackson Withrow (USA)           |            |            |            |           |           |          |          |         |         |         | ●       | 0      | 1      | 0      |

### Tituly podle států
|        |                     | Grand Slam | Grand Slam | Grand Slam | Závěrečné | Závěrečné | ATP 1000 | ATP 1000 | ATP 500 | ATP 500 | ATP 250 | ATP 250 | Celkem | Celkem | Celkem |
| Celkem | Stát                | D          | Č          | X          | D         | Č         | D        | Č        | D       | Č       | D       | Č       | D      | Č      | X      |
| ------ | ------------------- | ---------- | ---------- | ---------- | --------- | --------- | -------- | -------- | ------- | ------- | ------- | ------- | ------ | ------ | ------ |
| 17     | USA                 |            | 2          |            |           | 1         | 1        | 4        |         |         | 4       | 5       | 5      | 12     | 0      |
| 15     | Chorvatsko          |            | 1          | 2          |           |           |          | 1        | 2       | 1       |         | 8       | 2      | 11     | 2      |
| 15     | Spojené království  |            |            | 1          |           |           |          | 1        |         | 4       | 1       | 8       | 1      | 13     | 1      |
| 12     | Španělsko           | 1          |            |            |           |           | 3        | 1        | 2       | 2       | 3       |         | 9      | 3      | 0      |
| 12     | Rakousko            |            | 1          | 1          |           |           |          | 1        |         |         | 3       | 6       | 3      | 8      | 1      |
| 9      | Francie             |            | 1          |            |           |           |          |          |         | 1       | 5       | 2       | 5      | 4      | 0      |
| 8      | Brazílie            |            |            |            |           |           |          | 2        |         | 4       |         | 2       | 0      | 8      | 0      |
| 8      | Argentina           |            |            |            |           |           | 1        |          | 2       | 1       |         | 4       | 3      | 5      | 0      |
| 8      | Itálie              |            |            |            |           |           |          |          |         |         | 6       | 2       | 6      | 2      | 0      |
| 7      | Německo             |            |            |            | 1         |           | 1        |          | 1       | 1       | 2       | 1       | 5      | 2      | 0      |
| 7      | Austrálie           |            |            |            |           |           |          | 1        |         | 1       | 2       | 3       | 2      | 5      | 0      |
| 6      | Rusko               |            |            |            |           |           | 1        |          | 1       |         | 4       |         | 6      | 0      | 0      |
| 5      | Nizozemsko          |            |            |            |           |           |          |          |         | 1       |         | 4       | 0      | 5      | 0      |
| 4      | Srbsko              | 2          |            |            |           |           | 2        |          |         |         |         |         | 4      | 0      | 0      |
| 4      | Švýcarsko           | 1          |            |            |           |           |          |          | 2       |         | 1       |         | 4      | 0      | 0      |
| 4      | Polsko              |            |            |            |           |           |          | 1        |         | 2       |         | 1       | 0      | 4      | 0      |
| 4      | Japonsko            |            |            |            |           |           |          |          |         | 1       | 2       | 1       | 2      | 2      | 0      |
| 3      | Finsko              |            |            |            |           |           |          | 1        |         | 1       |         | 1       | 0      | 3      | 0      |
| 3      | Jižní Afrika        |            |            |            |           |           |          |          | 1       |         | 1       | 1       | 2      | 1      | 0      |
| 3      | Chile               |            |            |            |           |           |          |          |         | 1       |         | 2       | 0      | 3      | 0      |
| 2      | Gruzie              |            |            |            |           |           |          |          | 2       |         |         |         | 2      | 0      | 0      |
| 2      | Rumunsko            |            |            |            |           |           |          |          |         | 1       |         | 1       | 0      | 2      | 0      |
| 2      | Bosna a Hercegovina |            |            |            |           |           |          |          |         |         | 2       |         | 2      | 0      | 0      |
| 2      | Bělorusko           |            |            |            |           |           |          |          |         |         |         | 2       | 0      | 2      | 0      |
| 2      | Mexiko              |            |            |            |           |           |          |          |         |         |         | 2       | 0      | 2      | 0      |
| 2      | Nový Zéland         |            |            |            |           |           |          |          |         |         |         | 2       | 0      | 2      | 0      |
| 1      | Kolumbie            |            |            |            |           |           |          | 1        |         |         |         |         | 0      | 1      | 0      |
| 1      | Řecko               |            |            |            |           |           |          |          |         |         | 1       |         | 1      | 0      | 0      |
| 1      | Maďarsko            |            |            |            |           |           |          |          |         |         | 1       |         | 1      | 0      | 0      |
| 1      | Portugalsko         |            |            |            |           |           |          |          |         |         | 1       |         | 1      | 0      | 0      |
| 1      | Slovensko           |            |            |            |           |           |          |          |         |         | 1       |         | 1      | 0      | 0      |
| 1      | Česko               |            |            |            |           |           |          |          |         |         |         | 1       | 0      | 1      | 0      |
| 1      | Salvador            |            |            |            |           |           |          |          |         |         |         | 1       | 0      | 1      | 0      |
| 1      | Izrael              |            |            |            |           |           |          |          |         |         |         | 1       | 0      | 1      | 0      |
| 1      | Švédsko             |            |            |            |           |           |          |          |         |         |         | 1       | 0      | 1      | 0      |

### Premiérové a obhájené tituly

#### Premiérové tituly

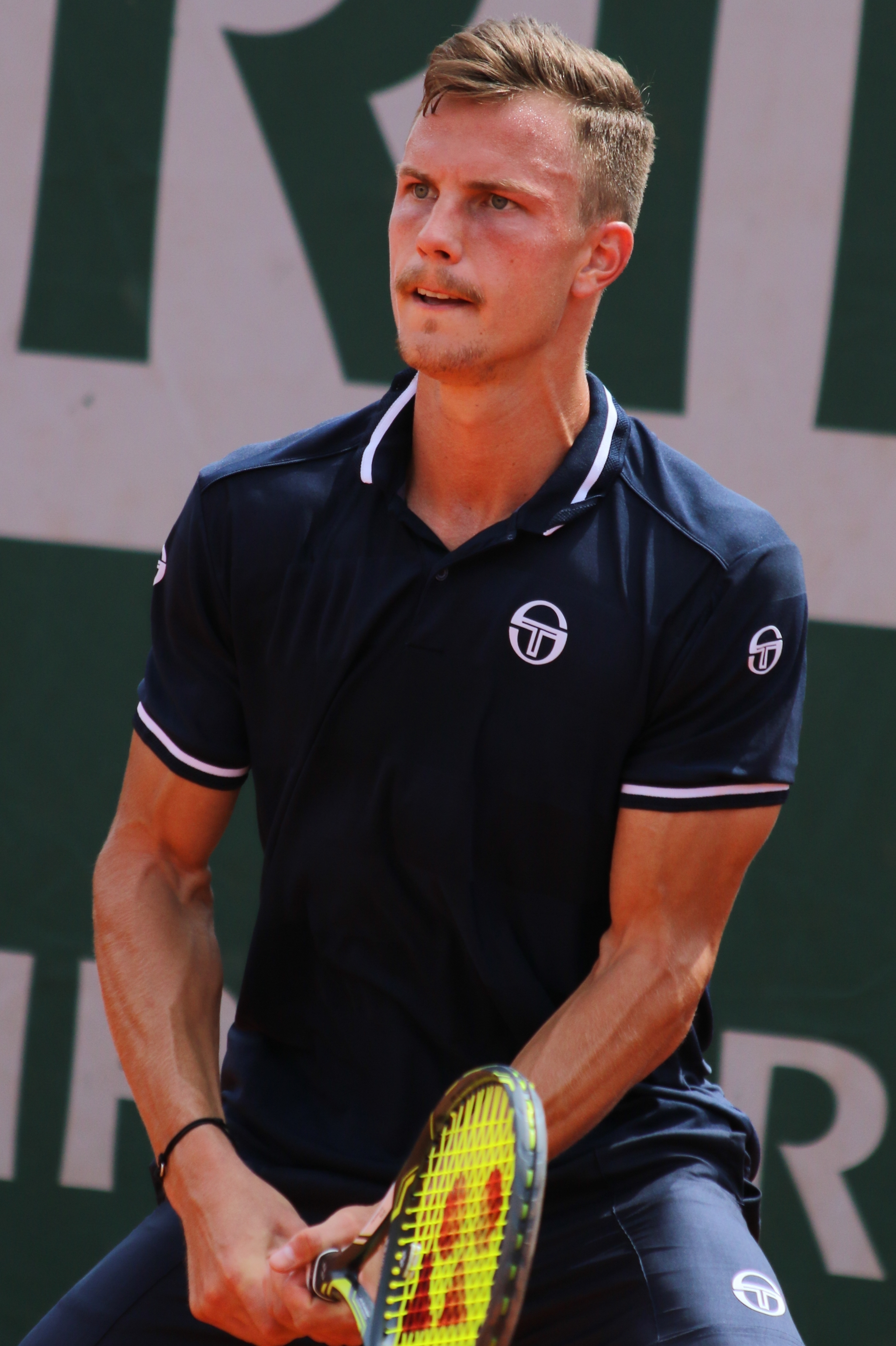
Márton Fucsovics se titulem na Geneva Open stal prvním maďarským vítězem na okruhu ATP Tour po 36 letech

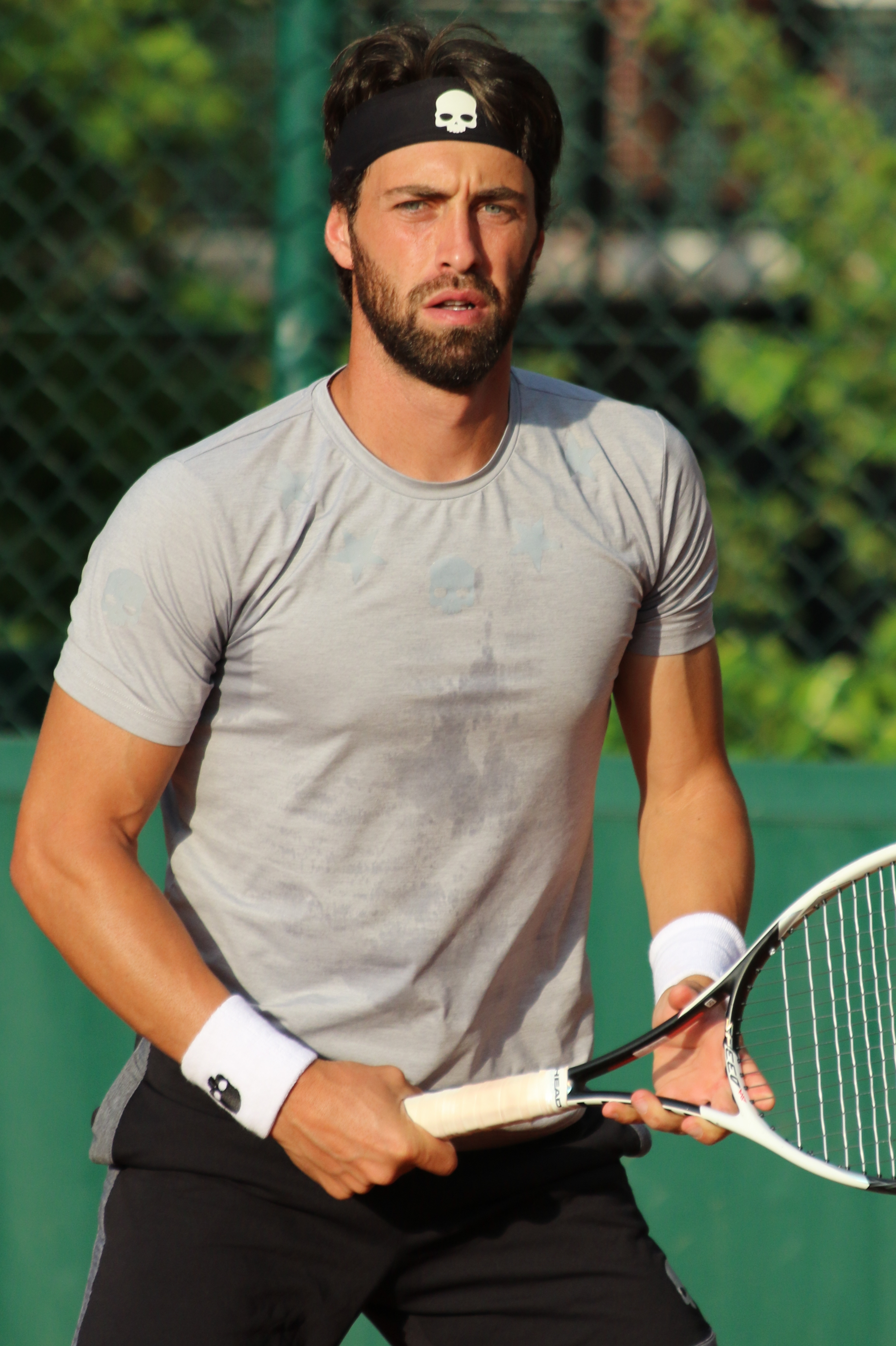
Nikoloz Basilašvili se trofejí na hamburském German Open stal vůbec prvním gruzínským vítězem turnaje ATP a čtvrtým triumfujícím kvalifikantem v roce 2018.

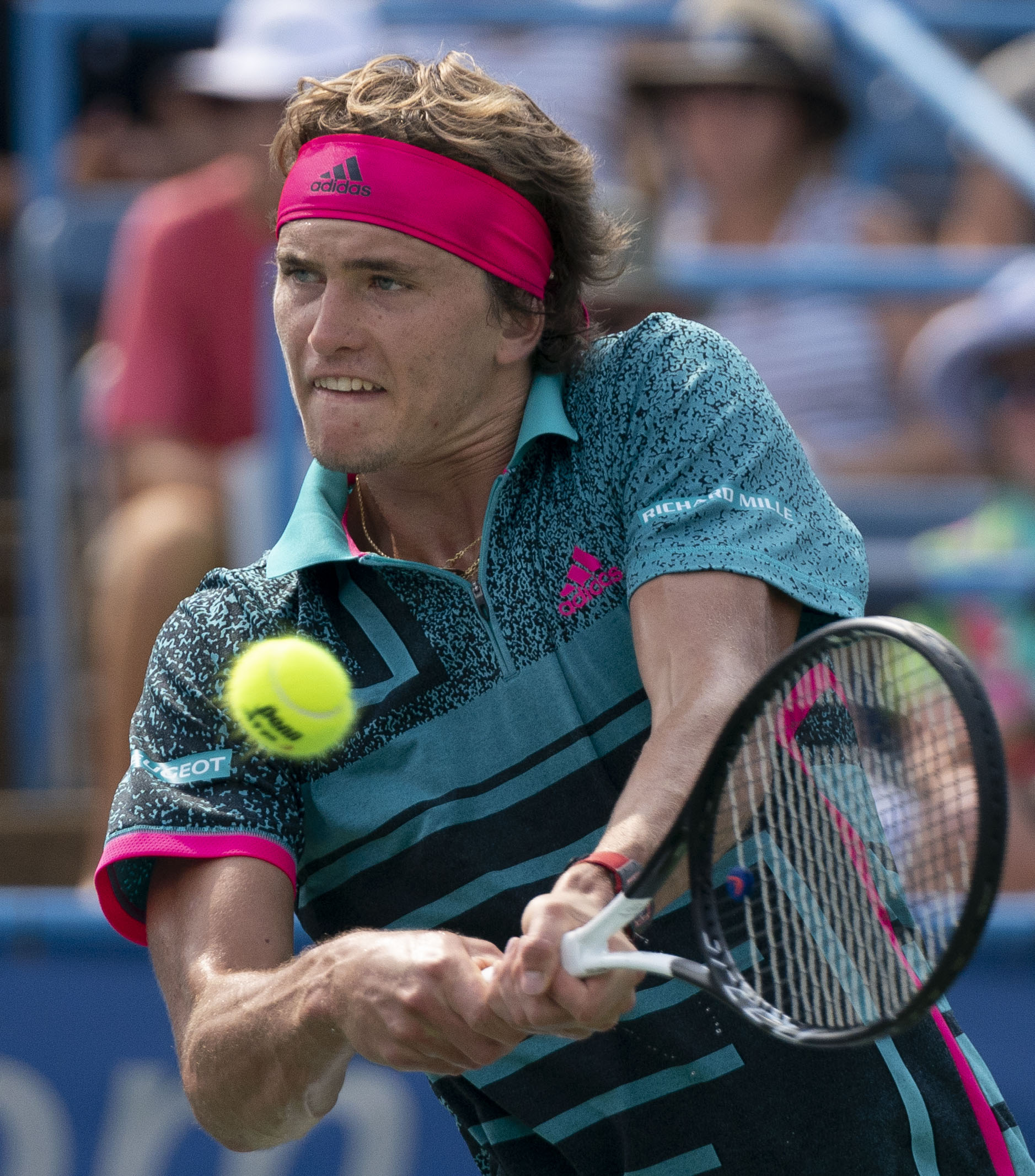
Němec Alexander Zverev obhájil trofej na BMW Open v Mnichově

Hráči, kteří získali první titul ve dvouhře, ve čtyřhře nebo ve smíšené čtyřhře:
Dvouhra
- Daniil Medveděv – Sydney (pavouk)
- Mirza Bašić – Sofie (pavouk)
- Roberto Carballés Baena – Quito (pavouk)
- Frances Tiafoe – Delray Beach (pavouk)
- Marco Cecchinato – Budapešť (pavouk)
- Taró Daniel – Istanbul (pavouk)
- Márton Fucsovics – Ženeva (pavouk)
- Mischa Zverev – Eastbourne (pavouk)
- Matteo Berrettini – Gstaad (pavouk)
- Nikoloz Basilašvili – Hamburk (pavouk)
- Jošihito Nišioka – Šen-čen (pavouk)
- Stefanos Tsitsipas – Stockholm (pavouk)
- Kyle Edmund – Antverpy (pavouk)

Čtyřhra
- Thanasi Kokkinakis – Brisbane (pavouk)
- Nicolás Jarry – Quito (pavouk)
- Hans Podlipnik-Castillo – Quito (pavouk)
- Neal Skupski – Montpellier (pavouk)
- Jackson Withrow – Delray Beach (pavouk)
- Federico Delbonis – São Paulo (pavouk)
- Franko Škugor – Budapešť (pavouk)
- Kyle Edmund – Estoril (pavouk)
- Cameron Norrie – Estoril (pavouk)
- Nick Kyrgios – Lyon (pavouk)
- Tim Pütz – Stuttgart (pavouk)
- Luke Bambridge – Eastbourne (pavouk)
- Jonny O'Mara – Eastbourne (pavouk)
- Marcelo Demoliner – Antalya (pavouk)
- Matteo Berrettini – Gstaad (pavouk)
- John-Patrick Smith – Atlanta (pavouk)
- Marcelo Arévalo – Los Cabos (pavouk)
- Miguel Ángel Reyes-Varela – Los Cabos (pavouk)
- Joe Salisbury – Šen-čen (pavouk)
- Jan-Lennard Struff – Tokio (pavouk)
- Austin Krajicek – Moskva (pavouk)

Smíšená čtyřhra
- Ivan Dodig – French Open (pavouk)
- Alexander Peya – Wimbledon (pavouk)

#### Obhájené tituly
Hráči, kteří obhájili titul:
Dvouhra
- Roger Federer – Australian Open (pavouk), Basilej (pavouk)
- Steve Johnson – Houston (pavouk)
- Rafael Nadal – Monte-Carlo (pavouk), Barcelona (pavouk), French Open (pavouk)
- Alexander Zverev – Mnichov (pavouk)

Čtyřhra
- Jean-Julien Rojer – Dubaj (pavouk), Winston-Salem (pavouk)
- Horia Tecău – Dubaj (pavouk), Winston-Salem (pavouk)'
- Jamie Murray – Acapulco (pavouk)
- Bruno Soares – Acapulco (pavouk)
- Łukasz Kubot – Halle (pavouk)
- Marcelo Melo – Halle (pavouk)
- Édouard Roger-Vasselin – Mety (pavouk)
- Ben McLachlan – Tokio (pavouk)

Smíšená čtyřhra
- Jamie Murray – US Open (pavouk)

### Žebříčkové maximum
Hráči, kteří v sezóně 2018 zaznamenali kariérní maximum v první padesátce žebříčku ATP (tučně hráči, kteří v elitní světové desítce debutovali):
Dvouhra

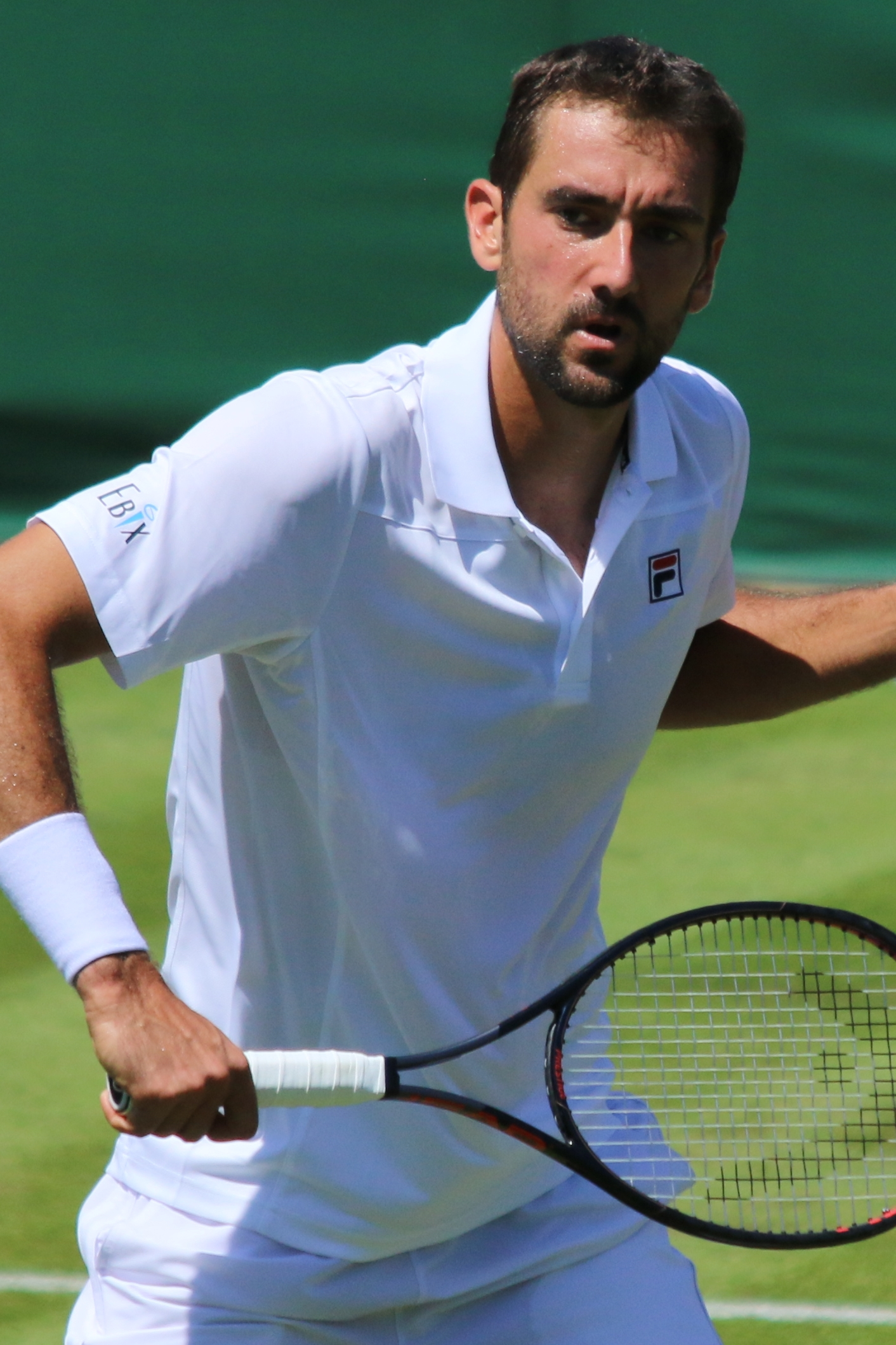
Chorvat Marin Čilić po finálové účasti na Australian Open poprvé figuroval na 3. místě žebříčku

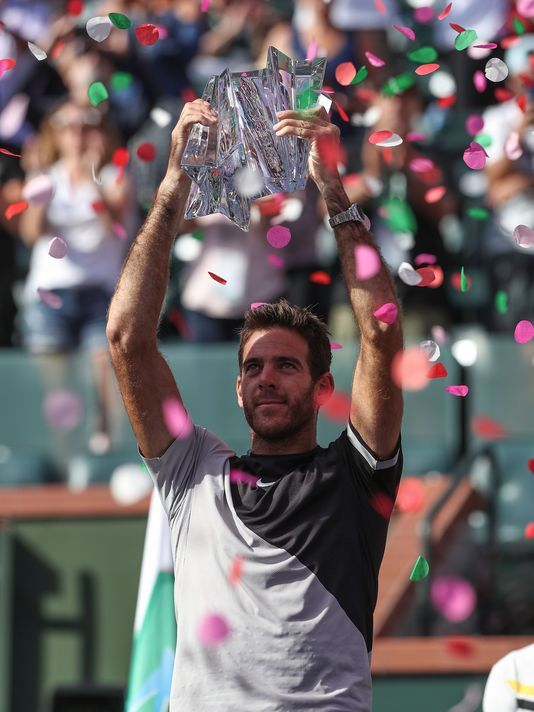
Argentinec Juan Martín del Potro s trofejí pro vítěze BNP Paribas Open v Indian Wells. Během srpna se premiérově posunul na 3. příčku světové klasifikace

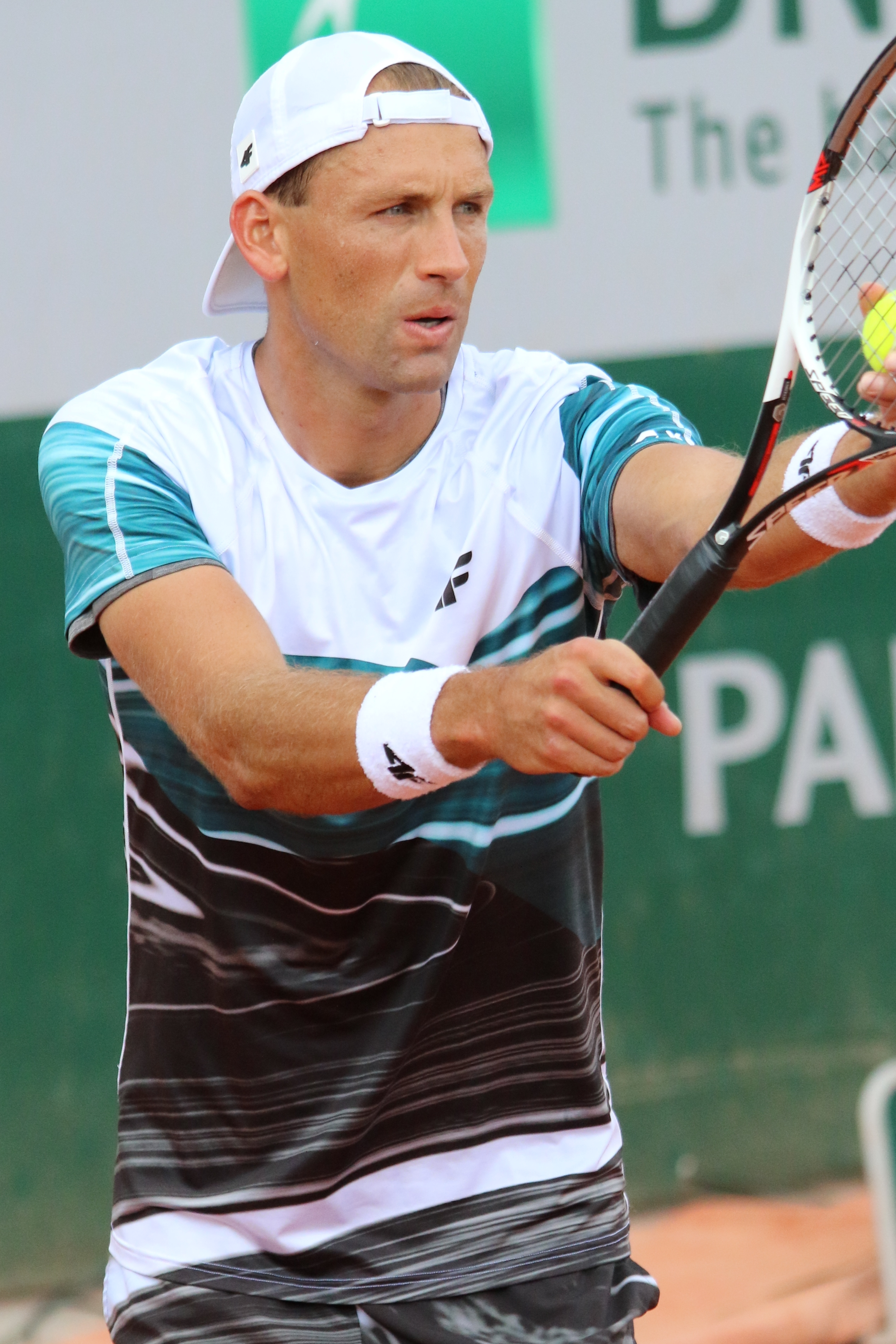
Łukasz Kubot se v lednu stal historicky první tenisovou jedničkou z Polska, když se posunul na vrchol žebříčku čtyřhry.

- Marin Čilić (na 3. místo 29. ledna)
- Andrej Rubljov (na 31. místo 19. února)
- Aljaž Bedene (na 43. místo 19. února)
- Sam Querrey (na 11. místo 26. února)
- Jared Donaldson (na 48. místo 5. března)
- Lucas Pouille (na 10. místo 19. března)
- Adrian Mannarino (na 22. místo 19. března)
- Čong Hjon (na 19. místo 2. dubna)
- Tennys Sandgren (na 48. místo 16. dubna)
- Filip Krajinović (na 26. místo 23. dubna)
- Diego Schwartzman (na 11. místo 11. června)
- Denis Shapovalov (na 23. místo 11. června)
- Peter Gojowczyk (na 39. místo 25. června)
- Damir Džumhur (na 23. místo 2. července)
- Kevin Anderson (na 5. místo 16. července)
- John Isner (na 8. místo 16. července)
- Maximilian Marterer (na 47. místo 23. července)
- Frances Tiafoe (na 41. místo 30. července)
- Juan Martín del Potro (na 3. místo 13. srpna)
- Stefanos Tsitsipas (na 15. místo 13. srpna)
- Kyle Edmund (na 14. místo 8. října)
- Marco Cecchinato (na 19. místo 15. října)
- Alex de Minaur (na 31. místo 15. října)
- John Millman (na 33. místo 15. října)
- Matthew Ebden (na 39. místo 22. října)
- Dušan Lajović (na 49. místo 22. října)
- Pierre-Hugues Herbert (na 50. místo 22. října)
- Karen Chačanov (na 11. místo 5. listopadu)
- Borna Ćorić (na 12. místo 5. listopadu)
- Daniil Medveděv (na 16. místo 5. listopadu)
- Nikoloz Basilašvili (na 21. místo 5. listopadu)
- Nicolás Jarry (na 39. místo 5. listopadu)
- Malek Džazírí (na 46. místo 5. listopadu)
- Taylor Fritz (na 47. místo 5. listopadu)
- Márton Fucsovics (na 36. místo 26. listopadu)

Čtyřhra
- Łukasz Kubot (na 1. místo 8. ledna)
- Marcus Daniell (na 34. místo 29. ledna)
- Hans Podlipnik-Castillo (na 43. místo 12. února)
- Horacio Zeballos (na 28. místo 19. března)
- Andrés Molteni (na 39. místo 30. dubna)
- Mate Pavić (na 1. místo 21. května)
- Oliver Marach (na 2. místo 28. května)
- Divij Šaran (na 36. místo 16. července)
- Robin Haase (na 33. místo 23. července)
- Wesley Koolhof (na 40. místo 30. července)
- Marcelo Arévalo (na 45. místo 6. srpna)
- Matwé Middelkoop (na 30. místo 27. srpna)
- Jack Sock (na 2. místo 10. září)
- Artem Sitak (na 32. místo 10. září)
- Máximo González (na 41. místo 10. září)
- João Sousa (na 48. místo 10. září)
- Neal Skupski (na 41. místo 8. října)
- Joe Salisbury (na 36. místo 8. října)
- João Sousa (na 44. místo 8. října)
- Roman Jebavý (na 46. místo 8. října)
- Franko Škugor (na 32. místo 15. října)
- Jan-Lennard Struff (na 21. místo 22. října)
- Austin Krajicek (na 44. místo 22. října)
- Juan Sebastián Cabal (na 5. místo 5. listopadu)
- Robert Farah (na 5. místo 5. listopadu)
- Nikola Mektić (na 11. místo 5. listopadu)
- Ben McLachlan (na 18. místo 5. listopadu)

## Žebříček
Žebříček ATP Race to London určil hráče, kteří se kvalifikovali na Turnaj mistrů. Žebříček ATP a jeho konečné pořadí na konci sezóny byl sestaven na základě bodového hodnocení tenistů za posledních 52 týdnů.

### Dvouhra
Tabulky uvádí 20 nejvýše postavených hráčů na singlových žebříčcích Race a ATP ke konci sezóny 2018. Šedý podklad vlevo uvádí hráče, kteří se aktivně zúčastnili Turnaje mistrů. Červený podklad kvalifikované hráče, kteří se odhlásili.
| Žebříček ATP Race to London | Žebříček ATP Race to London | Žebříček ATP Race to London | Žebříček ATP Race to London |
| Poř.                        | Hráč                        | body                        | tours                       |
| --------------------------- | --------------------------- | --------------------------- | --------------------------- |
| 1.                          | Novak Djoković (SRB)        | 8 045                       | 16                          |
| 2.                          | Rafael Nadal (ESP)          | 7 480                       | 13                          |
| 3.                          | Roger Federer (SUI)         | 6 020                       | 12                          |
| 4.                          | Juan Martín del Potro (ARG) | 5 300                       | 18                          |
| 5.                          | Alexander Zverev (GER)      | 5 085                       | 20                          |
| 6.                          | Kevin Anderson (RSA)        | 4 310                       | 19                          |
| 7.                          | Marin Čilić (CRO)           | 4 050                       | 18                          |
| 8.                          | Dominic Thiem (AUT)         | 3 895                       | 24                          |
| 9.                          | Kei Nišikori (JPN)          | 3 390                       | 23                          |
| 10.                         | John Isner (USA)            | 3 155                       | 22                          |
| 11.                         | Karen Chačanov (RUS)        | 2 835                       | 25                          |
| 12.                         | Borna Ćorić (CRO)           | 2 480                       | 20                          |
| 13.                         | Fabio Fognini (ITA)         | 2,315                       | 25                          |
| 14.                         | Kyle Edmund (GBR)           | 2 150                       | 23                          |
| 15.                         | Stefanos Tsitsipas (GRE)    | 2 095                       | 30                          |
| 16.                         | Daniil Medveděv (RUS)       | 1 977                       | 27                          |
| 17.                         | Diego Schwartzman (ARG)     | 1 880                       | 26                          |
| 18.                         | Milos Raonic (CAN)          | 1 855                       | 20                          |
| 19.                         | Grigor Dimitrov (BUL)       | 1 835                       | 20                          |
| 20.                         | Marco Cecchinato (ITA)      | 1 819                       | 31                          |

| Konečný žebříček ATP | Konečný žebříček ATP        | Konečný žebříček ATP | Konečný žebříček ATP | Konečný žebříček ATP | Konečný žebříček ATP | Konečný žebříček ATP | Konečný žebříček ATP |
| Poř.                 | hráč                        | bodů                 | tours                | '17                  | max                  | min                  | '17→'18              |
| -------------------- | --------------------------- | -------------------- | -------------------- | -------------------- | -------------------- | -------------------- | -------------------- |
| 1.                   | Novak Djoković (SRB)        | 9 045                | 17                   | 12.                  | 1.                   | 22.                  | ▲ 11                 |
| 2.                   | Rafael Nadal (ESP)          | 7 480                | 13                   | 1.                   | 1.                   | 2.                   | ▼ 1                  |
| 3.                   | Roger Federer (SUI)         | 6 420                | 17                   | 2.                   | 1.                   | 3.                   | ▼ 1                  |
| 4.                   | Alexander Zverev (GER)      | 6 385                | 21                   | 4.                   | 3.                   | 5.                   | ▬                    |
| 5                    | Juan Martín del Potro (ARG) | 5 300                | 18                   | 11.                  | 3.                   | 11.                  | ▲ 6                  |
| 6.                   | Kevin Anderson (RSA)        | 4 710                | 20                   | 14.                  | 5.                   | 14.                  | ▲ 8                  |
| 7.                   | Marin Čilić (CRO)           | 4 250                | 19                   | 6                    | 3                    | 7                    | ▼ 1                  |
| 8.                   | Dominic Thiem (AUT)         | 4 095                | 25                   | 5.                   | 5.                   | 9.                   | ▼ 3                  |
| 9.                   | Kei Nišikori (JPN)          | 3 590                | 24                   | 22.                  | 9.                   | 39.                  | ▲ 13                 |
| 10.                  | John Isner (USA)            | 3 155                | 23                   | 17.                  | 8.                   | 19.                  | ▲ 7                  |
| 11.                  | Karen Chačanov (RUS)        | 2 835                | 25                   | 45.                  | 11.                  | 49.                  | ▲ 34                 |
| 12.                  | Borna Ćorić (CRO)           | 2 480                | 20                   | 48.                  | 12.                  | 50.                  | ▲ 36                 |
| 13.                  | Fabio Fognini (ITA)         | 2 315                | 25                   | 27.                  | 13.                  | 27.                  | ▲ 14                 |
| 14.                  | Kyle Edmund (GBR)           | 2 150                | 23                   | 50.                  | 14.                  | 50.                  | ▲ 36                 |
| 15.                  | Stefanos Tsitsipas (GRE)    | 2 095                | 30                   | 91.                  | 15.                  | 91.                  | ▲ 76                 |
| 16.                  | Daniil Medveděv (RUS)       | 1 977                | 27                   | 65.                  | 16.                  | 84.                  | ▲ 49                 |
| 17.                  | Diego Schwartzman (ARG)     | 1 880                | 26                   | 26.                  | 11.                  | 26.                  | ▲ 9                  |
| 18.                  | Milos Raonic (CAN)          | 1 855                | 20                   | 24.                  | 18.                  | 40.                  | ▲ 6                  |
| 19.                  | Grigor Dimitrov (BUL)       | 1 835                | 20                   | 3.                   | 3.                   | 19.                  | ▼ 16                 |
| 20.                  | Marco Cecchinato (ITA)      | 1 819                | 30                   | 109.                 | 19.                  | 109.                 | ▲ 89                 |

### Světové jedničky ve dvouhře
| Hráč                 | Datum nástupu       | Datum odchodu     |
| -------------------- | ------------------- | ----------------- |
| Rafael Nadal (ESP)   | začátek sezóny 2018 | 18. února 2018    |
| Roger Federer (SUI)  | 19. února 2018      | 1. dubna 2018     |
| Rafael Nadal (ESP)   | 2. dubna 2018       | 13. května 2018   |
| Roger Federer (SUI)  | 14. května 2018     | 20. května 2018   |
| Rafael Nadal (ESP)   | 21. května 2018     | 17. června 2018   |
| Roger Federer (SUI)  | 18. června 2018     | 24. června 2018   |
| Rafael Nadal (ESP)   | 25. června 2018     | 4. listopadu      |
| Novak Djoković (SRB) | 5. listopadu        | konec sezóny 2018 |

### Čtyřhra
Tabulky uvádí 10 nejvýše postavených párů na žebříčku ATP Race to London, určující postup na Turnaj mistrů a 10 nejvýše postavených hráčů na žebříčku ATP ve čtyřhře ke konci sezóny 2018. Šedý podklad uvádí páry, které aktivně zasáhly do Turnaje mistrů. Červený podklad kvalifikovaný pár, který se odhlásil. T – sdílené umístění.

#### Žebříček čtyřhry
| Žebříček párů ATP Race to London | Žebříček párů ATP Race to London                | Žebříček párů ATP Race to London | Žebříček párů ATP Race to London |
| Poř.                             | pár                                             | bodů                             | turnajů                          |
| -------------------------------- | ----------------------------------------------- | -------------------------------- | -------------------------------- |
| 1.                               | Oliver Marach (AUT) Mate Pavić (CRO)            | 7 700                            | 23                               |
| 2.                               | Juan Sebastián Cabal (COL) Robert Farah (COL)   | 5 830                            | 21                               |
| 3.                               | Łukasz Kubot (POL) Marcelo Melo (BRA)           | 5 430                            | 24                               |
| 4.                               | Jamie Murray (GBR) Bruno Soares (BRA)           | 4 940                            | 21                               |
| 5.                               | Mike Bryan (USA) Jack Sock (USA)                | 4 630                            | 7                                |
| 6.                               | Bob Bryan (USA) Mike Bryan (USA)                | 4 335                            | 9                                |
| 7.                               | Raven Klaasen (RSA) Michael Venus (NZL)         | 4 300                            | 24                               |
| 8.                               | Nikola Mektić (CRO) Alexander Peya (AUT)        | 3 920                            | 21                               |
| 9.                               | Pierre-Hugues Herbert (FRA) Nicolas Mahut (FRA) | 3 490                            | 11                               |
| 10.                              | Henri Kontinen (FIN) John Peers (AUS)           | 2 740                            | 20                               |

| Konečný žebříček ATP | Konečný žebříček ATP        | Konečný žebříček ATP | Konečný žebříček ATP | Konečný žebříček ATP | Konečný žebříček ATP | Konečný žebříček ATP | Konečný žebříček ATP |
| Poř.                 | hráč                        | bodů                 | tours                | '17                  | max                  | min                  | '17→'18              |
| -------------------- | --------------------------- | -------------------- | -------------------- | -------------------- | -------------------- | -------------------- | -------------------- |
| 1                    | Mike Bryan (USA)            | 10 840               | 23                   | 11T.                 | 1.                   | 15T.                 | ▲ 10                 |
| 2                    | Jack Sock (USA)             | 7 925                | 22                   | 39.                  | 2.                   | 41.                  | ▲ 37                 |
| 3                    | Oliver Marach (AUT)         | 7 250                | 26                   | 19.                  | 2.                   | 39.                  | ▲ 16                 |
| 4                    | Mate Pavić (CRO)            | 7 250                | 26                   | 17.                  | 1.                   | 38.                  | ▲ 13                 |
| 5                    | Juan Sebastián Cabal (COL)  | 6 140                | 23                   | 23.                  | 5T.                  | 23.                  | ▲ 18                 |
| 5                    | Robert Farah (COL)          | 6 140                | 23                   | 27.                  | 5T.                  | 27.                  | ▲ 22                 |
| 7                    | Jamie Murray (GBR)          | 5 450                | 23                   | 9.                   | 7.                   | 14.                  | ▲ 2                  |
| 7                    | Bruno Soares (BRA)          | 5 450                | 23                   | 10.                  | 7T.                  | 15.                  | ▲ 3                  |
| 9                    | Łukasz Kubot (POL)          | 5 270                | 26                   | 2.                   | 1T.                  | 13.                  | ▼ 7                  |
| 9                    | Marcelo Melo (BRA)          | 5 270                | 26                   | 1                    | 1                    | 14                   | ▼ 8                  |
| 11                   | Nicolas Mahut (FRA)         | 4 880                | 19                   | 6.                   | 5.                   | 21.                  | ▼ 5                  |
| 12                   | Pierre-Hugues Herbert (FRA) | 4 440                | 15                   | 13.                  | 6.                   | 22.                  | ▲ 1                  |
| 13                   | Nikola Mektić (CRO)         | 4 400                | 29                   | 32.                  | 11.                  | 35.                  | ▲ 19                 |
| 14                   | Bob Bryan (USA)             | 4 355                | 9                    | 11T.                 | 3T.                  | 15T.                 | ▼ 3                  |
| 15                   | Raven Klaasen (RSA)         | 4 320                | 26                   | 25.                  | 13.                  | 37.                  | ▲ 10                 |
| 16                   | Michael Venus (NZL)         | 4 320                | 27                   | 15.                  | 12.                  | 25.                  | ▼ 1                  |
| 17                   | Alexander Peya (AUT)        | 4 045                | 24                   | 54.                  | 14.                  | 54.                  | ▲ 37                 |
| 18                   | Ben McLachlan (JPN)         | 3 300                | 33                   | 73.                  | 18.                  | 74.                  | ▲ 55                 |
| 19                   | Jean-Julien Rojer (NED)     | 3 270                | 27                   | 7.                   | 7.                   | 23.                  | ▼ 12                 |
| 20                   | Dominic Inglot (GBR)        | 3 200                | 26                   | 51.                  | 20.                  | 64.                  | ▲ 31                 |

### Světové jedničky ve čtyřhře
| Hráč                                  | Datum nástupu       | Datum odchodu     |
| ------------------------------------- | ------------------- | ----------------- |
| Marcelo Melo (BRA)                    | začátek sezóny 2018 | 7. ledna 2018     |
| Marcelo Melo (BRA) Łukasz Kubot (POL) | 8. ledna 2018       | 29. dubna 2018    |
| Łukasz Kubot (POL)                    | 30. dubna 2018      | 20. května 2018   |
| Mate Pavić (CRO)                      | 21. května 2018     | 15. července 2018 |
| Mike Bryan (USA)                      | 16. července 2018   | konec sezóny 2018 |

## Výdělek hráčů
| Nejvyšší výdělky tenistů                                                     | Nejvyšší výdělky tenistů | Nejvyšší výdělky tenistů | Nejvyšší výdělky tenistů | Nejvyšší výdělky tenistů | Nejvyšší výdělky tenistů |
| Poř.                                                                         | hráč                     | ve dvouhře               | ve čtyřhře               | v sezóně 2018            | celkem v kariéře         |
| ---------------------------------------------------------------------------- | ------------------------ | ------------------------ | ------------------------ | ------------------------ | ------------------------ |
| 1.                                                                           | Novak Djoković           | 15 934 672 $             | 32 512 $                 | 15 967 184 $             | 125 772 589 $            |
| 2.                                                                           | Alexander Zverev         | 8 566 914 $              | 139 384 $                | 8 706 298 $              | 15 747 928 $             |
| 3.                                                                           | Rafael Nadal             | 8 663 347 $              | 0 $                      | 8 663 347 $              | 103 251 975 $            |
| 4.                                                                           | Roger Federer            | 8 629 233 $              | 0 $                      | 8 629 233 $              | 120 514 916 $            |
| 5.                                                                           | Juan Martín del Potro    | 6 445 766 $              | 40 485 $                 | 6 486 251 $              | 25 359 003 $             |
| 6.                                                                           | Kevin Anderson           | 5 457 699 $              | 33 653 $                 | 5 491 352 $              | 15 732 933 $             |
| 7.                                                                           | Marin Čilić              | 5 187 148 $              | 0 $                      | 5 187 148 $              | 26 106 425 $             |
| 8.                                                                           | Dominic Thiem            | 4 556 745 $              | 67 901 $                 | 4 624 646 $              | 14 132 144 $             |
| 9.                                                                           | John Isner               | 4 046 875 $              | 273 766 $                | 4 320 641 $              | 16 888 108 $             |
| 10.                                                                          | Kei Nišikori             | 4 044 388 $              | 4 867 $                  | 4 049 255 $              | 21 673 386 $             |
| částky v amerických dolarech; aktualizováno k závěru sezóny 3. prosince 2018 |                          |                          |                          |                          |                          |

## Nejlepší zápasy podle ATPWorldTour.com

### Nejlepších 5 zápasů na Grand Slamu
|    | Turnaj          | kolo        | povrch    | vítěz          | poražený              | výsledek                          |
| -- | --------------- | ----------- | --------- | -------------- | --------------------- | --------------------------------- |
| 1. | US Open         | čtvrtfinále | tvrdý     | Rafael Nadal   | Dominic Thiem         | 0–6, 6–4, 7–5, 6–7(4–7), 7–6(7–5) |
| 2. | Wimbledon       | semifinále  | tráva (h) | Novak Djoković | Rafael Nadal          | 6–4, 3–6, 7–6(11–9), 3–6, 10–8    |
| 3. | Wimbledon       | čtvrtfinále | tráva     | Rafael Nadal   | Juan Martín del Potro | 7–5, 6–7(7–9), 4–6, 6–4, 6–4      |
| 4. | US Open         | 3. kolo     | tvrdý     | Marin Čilić    | Alex de Minaur        | 4–6, 3–6, 6–3, 6–4, 7–5           |
| 5. | Australian Open | finále      | tvrdý (h) | Roger Federer  | Marin Čilić           | 6–2, 6–7(5–7), 6–3, 3–6, 6–1      |

### Nejlepších 5 zápasů na ATP World Tour
|    | Turnaj       | kolo        | povrch    | vítěz                 | poražený       | výsledek                 |
| -- | ------------ | ----------- | --------- | --------------------- | -------------- | ------------------------ |
| 1. | Paříž        | semifinále  | tvrdý (h) | Novak Djoković        | Roger Federer  | 7–6(8–6), 5–7, 7–6(7–3)  |
| 2. | Indian Wells | finále      | tvrdý     | Juan Martín del Potro | Roger Federer  | 6–4, 6–7(8–10), 7–6(7–2) |
| 3. | Londýn       | finále      | tráva     | Marin Čilić           | Novak Djoković | 5–7, 7–6(7–4), 6–3       |
| 4. | Madrid       | čtvrtfinále | antuka    | Dominic Thiem         | Rafael Nadal   | 7–5, 6–3                 |
| 5. | Toronto      | 3. kolo     | tvrdý     | Rafael Nadal          | Stan Wawrinka  | 7–5, 7–6(7–4)            |

## Ukončení kariéry
Seznam uvádí tenisty (vítěze turnaje ATP, a/nebo ty, kteří byli klasifikováni alespoň jeden týden v Top 100 dvouhry a/nebo Top 100 čtyřhry žebříčku ATP), jež ohlásili ukončení profesionální kariéry, neodehráli za více než 52 uplynulých týdnů žádný turnaj, nebo jim byl uložen stálý zákaz hraní, a to v sezóně 2018:
- Julien Benneteau (* 20. prosince 1981 Bourg en Bresse, Francie), profesionál od 2000, na singlovém žebříčku ATP nejvýše figuroval na 25. místě v listopadu 2014; čtvrtfinalista French Open 2006 a semifinalista Cincinnati Masters 2014. Ukončení kariéry oznámil po dohrání zářijového US Open 2018.[21]
- Alejandro Falla (* 14. listopadu 1983 Cali, Kolumbie), profesionál od 2000, na singlovém žebříčku ATP nejvýše figuroval na 48. místě. Vítěz jedenácti singlových challengerů, osmifinalista French Open 2011 a člen kolumbjiského daviscupového týmu v letech 2001–2017.[22]
- Samuel Groth (* 19. října 1987 Narrandera, Austrálie), profesionál od 2006, na singlovém žebříčku ATP nejvýše figuroval na 53. místě a na deblovém pak na 24. místě. Vítěz dvou titulů ve čtyřhře z let 2014 a 2016. Od sezóny 2014 byl členem australského daviscupového týmu. V roce 2012 se stal držitelem nejrychlejšího podání v tenise. Konec kariéry oznámil v říjnu 2017, a to po skončení Australian Open 2018.[23]
- Tommy Haas (* 3. dubna 1978 Hamburk, Západní Německo), profesionál od 1996, na singlovém žebříčku ATP nejvýše figuroval na 2. místě ve vydání z 13. května 2002.Stříbrný medailista z Letní olympiády 2000 v Sydney a vítěz patnácti singlových turnajů na okruhu ATP Tour. Konec kariéry oznámil po 22 letech profesionální dráhy 15. března 2018, s plánem posledního turnaje na Stuttgart Open.[24]
- Michail Južnyj (* 25. června 1982 Moskva, Sovětský svaz), profesionál od 1999, na singlovém žebříčku ATP nejvýše figuroval na 8. místě v lednu 2008 a na deblovém pak na 38. místě v dubnu 2011; vítěz 10 singlových a 9 deblových titulů na okruhu ATP Tour. Na Twitteru oznámil, že by se posledním turnajem v kariéře měl stát zářijový St. Petersburg Open 2018.[25]
- Scott Lipsky (* 14. srpna 1981 Merrick, New York, Spojené státy), profesionál od 2003, na deblovém žebříčku ATP nejvýše figuroval na 21. místě v roce 2013; vítěz 16 deblových titulů na okruhu ATP Tour s šesti různými spoluhráči. V páru s Casey Dellacquovou vyhrál smíšenou čtyřhru French Open 2011. Ukončení kariéry oznámil v červnu 2018 po dohrání Roland Garros.[26]
- Marinko Matosevic (* 8. srpna 1985 Jajce, Jugoslávie), profesionál od 2003, na singlovém žebříčku ATP nejvýše figuroval na 39. místě v roce 2013; na okruhu ATP Tour nezískal žádnou trofej, ovšem vyhrál 9 challengerů ve dvouhře. Ukončení Kariéru ukončil 29. listopadu 2018. Poslední turnajem se pro něj stal únorový Oracle Challenger Series – Indian Wells.
- Florian Mayer (* 5. října 1983 Bayreuth, Západní Německo), profesionál od 2001, na singlovém žebříčku ATP nejvýše figuroval na 18. místě v roce 2011; vítěz 2 singlových titulů na okruhu ATP Tour a dvojnásobný čtvrtfinalista Grand Slamu. Ukončení kariéry oznámil v závěru srpna 2018 po prohře s Bornou Ćorićem na US Open.[27]
- Jürgen Melzer (* 22. května 1981 Vídeň, Rakousko), profesionál od 1999, na singlovém žebříčku ATP nejvýše figuroval na 8. místě v roce 2011 a ve čtyřhře pak na 6. místě v roce 2010; vítěz 5 titulů ve dvouhře na okruhu ATP Tour a semifinalista French Open 2010. K tomu vyhrál 13 titulů ATP ve čtyřhře včetně dvou grandslamů. V mixu Wimbledonu 2011 pak triumfoval s pozdější manželkou Ivetou Benešovou. Ukončení kariéry oznámil po dohrání Vienna Open 2018 ve svém rodišti.[28]
- Max Mirnyj (* 6. července 1977 Minsk, Sovětský svaz), profesionál od 1996, na singlovém žebříčku ATP nejvýše figuroval na 18. místě v roce 2003 a ve čtyřhře pak na 1. místě v téže sezóně; vítěz 52 titulů ve čtyřhře na okruhu ATP Tour, včetně šesti Grand Slamů. Ukončení kariéry oznámil 29. listopadu 2018.
- Gilles Müller (* 9. května 1983 Lucemburk, Lucembursko), profesionál od 2001, na singlovém žebříčku ATP nejvýše figuroval na 21. místě v červenci 2017; vítěz 2 titulů ve dvouhře na okruhu ATP Tour. Ukončení kariéry naplánobal po skončení sezóny 2018.[29]
- Daniel Nestor (* 4. září 1972 Bělehrad, Jugoskávie), profesionál od července 1991, na deblovém žebříčku ATP nejvýše figuroval na 1. místě v srpnu 2002; vítěz 91 deblových titulů na okruhu ATP Tour včetně osmi Grand Slamů a zlaté medaile na Letních olympijských hrách 2000 v páru se Sébastienem Lareauem. Ukončení kariéry oznámil po dohrání Davis Cupu 2018.[30]
- André Sá (* 6. května 1977 Belo Horizonte, Brazílie), profesionál od 1996, na singlovém žebříčku ATP nejvýše figuroval na 55. místě a na deblovém pak na 17. místě. Vítěz jedenácti titulů ve čtyřhře, na třech ze čtyř grandslamů se probojoval do čtvrtfinále mužského debla či dále, čtvrtfinalista dvouhry ve Wimbledonu 2002 a semifinalista Davis Cupu 2000. Podle vyjádření se měl stát jeho posledním profesionálním turnajem únorový Brasil Open 2018.[31]
- Adrian Ungur (* 22. ledna 1985 Pitești, Rumunsko), profesionál od 2003, na singlovém žebříčku ATP nejvýše figuroval na 79. místě v červnu 2012 a na deblovém pak na 94. místě v červenci 2015. Vítěz jednoho titul ve čtyřhře ATP Tour. Ukončení profesionální kariéry ohlásil po zářijovém challengeru Sibiu Open 2018.[32]

## Rozpis bodů
| ATP World Tour 2018                                                                                          | ATP World Tour 2018   | ATP World Tour 2018  | ATP World Tour 2018 | ATP World Tour 2018                                                                         | ATP World Tour 2018                                                                         | ATP World Tour 2018                                                                         | ATP World Tour 2018                                                                         | ATP World Tour 2018                                                                         | ATP World Tour 2018                                                                         | ATP World Tour 2018                                                                         | ATP World Tour 2018                                                                         | ATP World Tour 2018                                                                         | ATP World Tour 2018 | ATP World Tour 2018 |
| ↓kategorie / fáze→                                                                                           | vítězové              | finalisté            | semifinalisté       | čtvrtfinalisté                                                                              | 16 v kole                                                                                   | 32 v kole                                                                                   | 64 v kole                                                                                   | 128 v kole                                                                                  | QV                                                                                          | Q3                                                                                          | Q2                                                                                          | Q1                                                                                          |                     |                     |
| --- | --------------------- | -------------------- | ------------------- | ------------------------------------------------------------------------------------------- | ------------------------------------------------------------------------------------------- | ------------------------------------------------------------------------------------------- | ------------------------------------------------------------------------------------------- | ------------------------------------------------------------------------------------------- | ------------------------------------------------------------------------------------------- | ------------------------------------------------------------------------------------------- | ------------------------------------------------------------------------------------------- | ------------------------------------------------------------------------------------------- | ------------------- | ------------------- |
| Grand Slam (128S)                                                                                            | 2000                  | 1200                 | 720                 | 360                                                                                         | 180                                                                                         | 90                                                                                          | 45                                                                                          | 10                                                                                          | 25                                                                                          | 16                                                                                          | 8                                                                                           | 0                                                                                           |                     |                     |
| Grand Slam (64D)                                                                                             | 2000                  | 1200                 | 720                 | 360                                                                                         | 180                                                                                         | 90                                                                                          | 0                                                                                           | –                                                                                           | 25                                                                                          | –                                                                                           | 0                                                                                           | 0                                                                                           |                     |                     |
| ATP Finals (8S/8D)                                                                                           | 1500 (max) 1100 (min) | 1000 (max) 600 (min) | 600 (max) 200 (min) | 200 za každou výhru v základní skupině, +400 za výhru v semifinále, +500 za výhru ve finále | 200 za každou výhru v základní skupině, +400 za výhru v semifinále, +500 za výhru ve finále | 200 za každou výhru v základní skupině, +400 za výhru v semifinále, +500 za výhru ve finále | 200 za každou výhru v základní skupině, +400 za výhru v semifinále, +500 za výhru ve finále | 200 za každou výhru v základní skupině, +400 za výhru v semifinále, +500 za výhru ve finále | 200 za každou výhru v základní skupině, +400 za výhru v semifinále, +500 za výhru ve finále | 200 za každou výhru v základní skupině, +400 za výhru v semifinále, +500 za výhru ve finále | 200 za každou výhru v základní skupině, +400 za výhru v semifinále, +500 za výhru ve finále | 200 za každou výhru v základní skupině, +400 za výhru v semifinále, +500 za výhru ve finále |                     |                     |
| ATP World Tour Masters 1000 (96S)                                                                            | 1000                  | 600                  | 360                 | 180                                                                                         | 90                                                                                          | 45                                                                                          | 25                                                                                          | 10                                                                                          | 16                                                                                          | –                                                                                           | 8                                                                                           | 0                                                                                           |                     |                     |
| ATP World Tour Masters 1000 (56S/48S)                                                                        | 1000                  | 600                  | 360                 | 180                                                                                         | 90                                                                                          | 45                                                                                          | 10                                                                                          | –                                                                                           | 25                                                                                          | –                                                                                           | 16                                                                                          | 0                                                                                           |                     |                     |
| ATP World Tour Masters 1000 (32D/24D)                                                                        | 1000                  | 600                  | 360                 | 180                                                                                         | 90                                                                                          | 0                                                                                           | –                                                                                           | –                                                                                           | –                                                                                           | –                                                                                           | –                                                                                           | –                                                                                           |                     |                     |
| ATP World Tour 500 (48S)                                                                                     | 500                   | 300                  | 180                 | 90                                                                                          | 45                                                                                          | 20                                                                                          | 0                                                                                           | –                                                                                           | 10                                                                                          | –                                                                                           | 4                                                                                           | 0                                                                                           |                     |                     |
| ATP World Tour 500 (32S)                                                                                     | 500                   | 300                  | 180                 | 90                                                                                          | 45                                                                                          | 0                                                                                           | –                                                                                           | –                                                                                           | 20                                                                                          | –                                                                                           | 10                                                                                          | 0                                                                                           |                     |                     |
| ATP World Tour 500 (16D)                                                                                     | 500                   | 300                  | 180                 | 90                                                                                          | 0                                                                                           | –                                                                                           | –                                                                                           | –                                                                                           | 20                                                                                          | –                                                                                           | 0                                                                                           | 0                                                                                           |                     |                     |
| ATP World Tour 250 (56S/48S)                                                                                 | 250                   | 150                  | 90                  | 45                                                                                          | 20                                                                                          | 10                                                                                          | 0                                                                                           | –                                                                                           | 5                                                                                           | 3                                                                                           | 0                                                                                           | 0                                                                                           |                     |                     |
| ATP World Tour 250 (32S/28S)                                                                                 | 250                   | 150                  | 90                  | 45                                                                                          | 20                                                                                          | 0                                                                                           | –                                                                                           | –                                                                                           | 12                                                                                          | 6                                                                                           | 0                                                                                           | 0                                                                                           |                     |                     |
| ATP World Tour 250 (24D)                                                                                     | 250                   | 150                  | 90                  | 45                                                                                          | 20                                                                                          | 0                                                                                           | –                                                                                           | –                                                                                           | –                                                                                           | –                                                                                           | –                                                                                           | –                                                                                           |                     |                     |
| ATP World Tour 250 (16D)                                                                                     | 250                   | 150                  | 90                  | 45                                                                                          | 0                                                                                           | –                                                                                           | –                                                                                           | –                                                                                           | –                                                                                           | –                                                                                           | –                                                                                           | –                                                                                           |                     |                     |
| QV – vítěz kvalifikace, Q1–3 – 1. až 3. kolo kvalifikace, (xS/D) – „x“ počet hráčů dvouhry/čtyřhry v soutěži |                       |                      |                     |                                                                                             |                                                                                             |                                                                                             |                                                                                             |                                                                                             |                                                                                             |                                                                                             |                                                                                             |                                                                                             |                     |                     |